# Danh sách phái bộ ngoại giao của Thổ Nhĩ Kỳ
đây là danh sách phái bộ ngoại giao Thổ Nhĩ Kỳ. Năm 1793, đại sứ quán Thổ Nhĩ Kỳ lâu dài đầu tiên được thành lập bởi Ottoman Sultan Selim III tại Luân Đôn.
Cộng hòa Thổ Nhĩ Kỳ, có 39 phái vụ tại nước ngoài năm 1924, hiện giờ được đại diện bởi 233 phái bộ chính thức, không tính lãnh sự danh nghĩa, trên khắp thế giới. Trong đó, 135 là đại sứ quán, 13 là đại diện vĩnh viễn, 84 là lãnh sự quán thông thuờgn và một là cơ quan mậu dịch. Theo Chỉ số Ngoại giao Quốc tế "Xếp hạng quốc gia năm 2016", Thổ Nhĩ Kỳ là quốc gia thứ 6, chỉ sau các thành viên P-5, về số lượng đại diện trên thế giới.
Nó cũng là quốc gia duy nhất trên thế giới có đại sứ quán tại Cộng hòa Thổ Nhĩ Kỳ Bắc Síp (TRNC); không quốc gia nào khác công nhận TRNC là quốc gia độc lập. Và nó không có đại sứ quán tại Armenia, một quốc gia hàng xóm, vì hai quốc gia chưa thiết lập quan hệ ngoại giao.
Trong 236 đại sứ Thổ Nhĩ Kỳ đang làm việc tính đến tháng 3 năm 2016, 37 là phụ nữ.

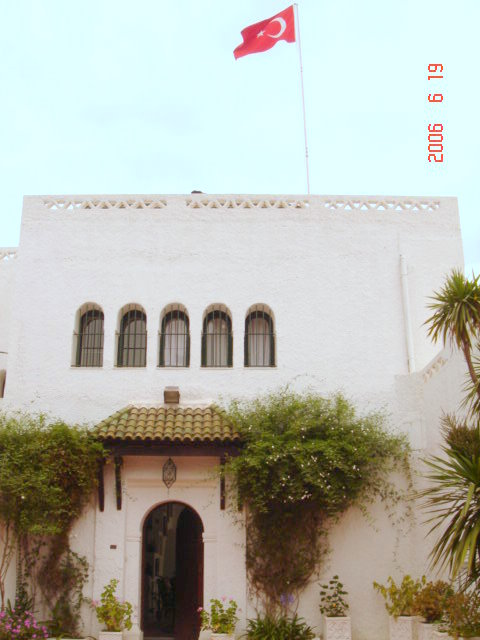
Đại sứ quán Thổ Nhĩ Kỳ tại Algiers, Algérie

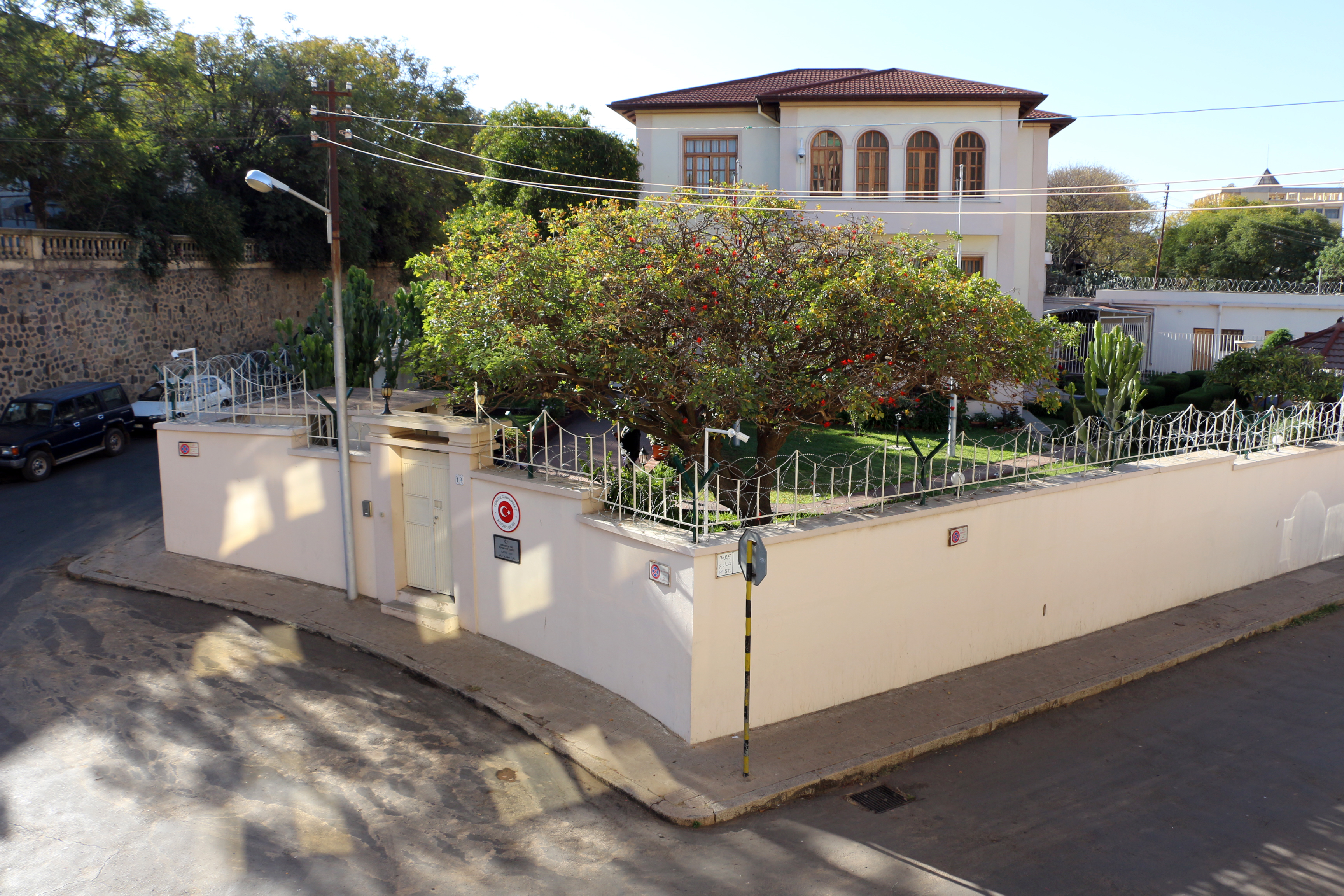
Đại sứ quán Thổ Nhĩ Kỳ tại Asmara, Eritrea

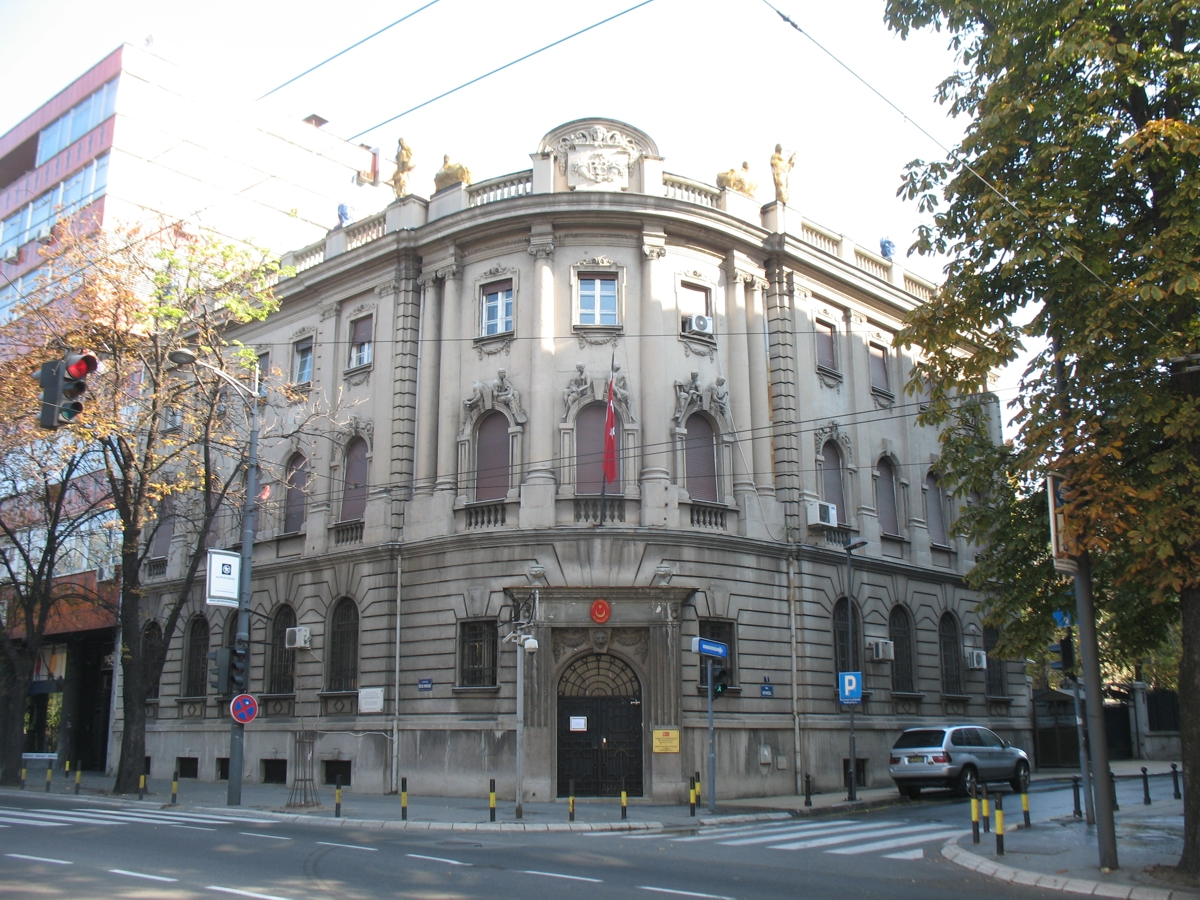
Đại sứ quán Thổ Nhĩ Kỳ tại Belgrade, Serbia

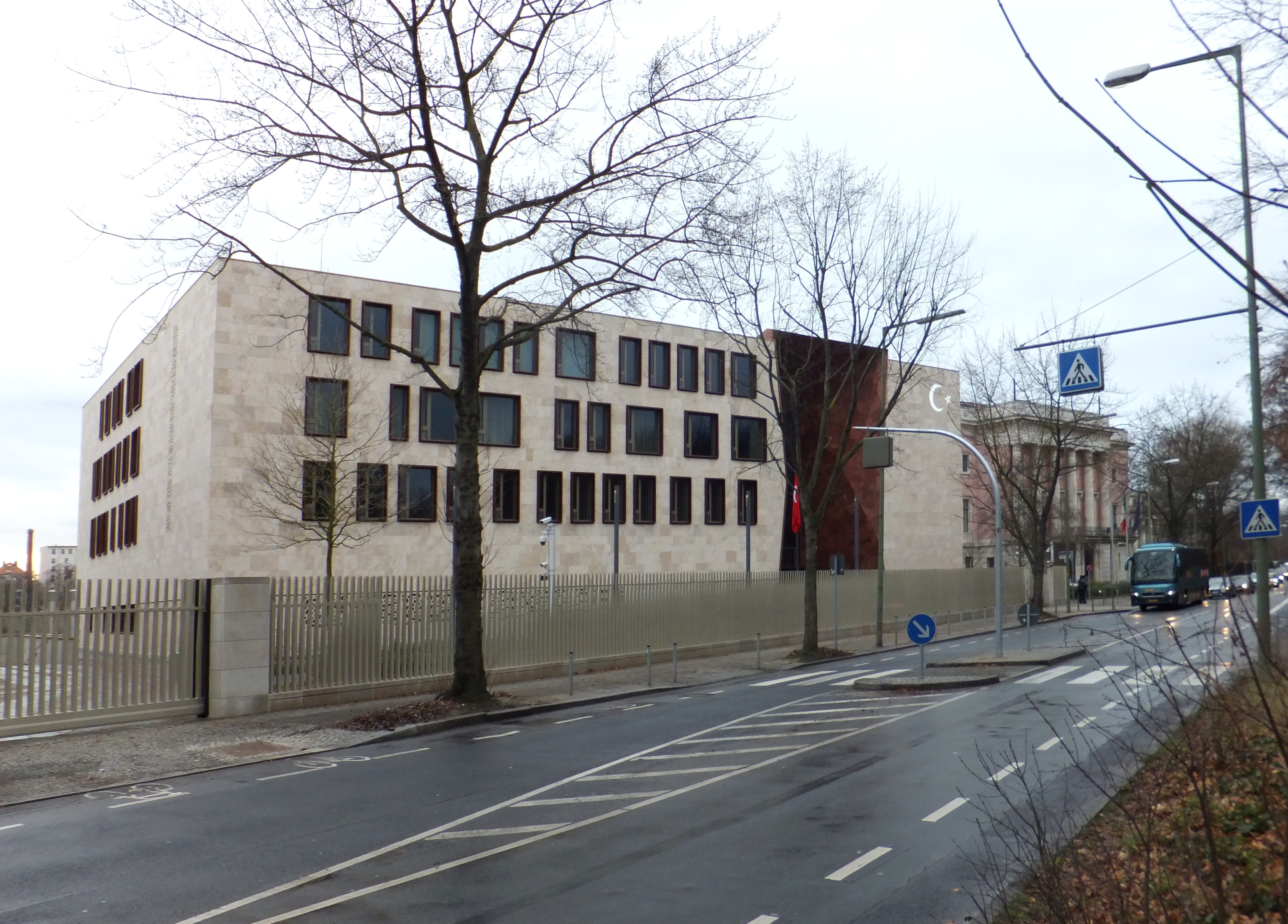
Đại sứ quán Thổ Nhĩ Kỳ tại Berlin, Đức

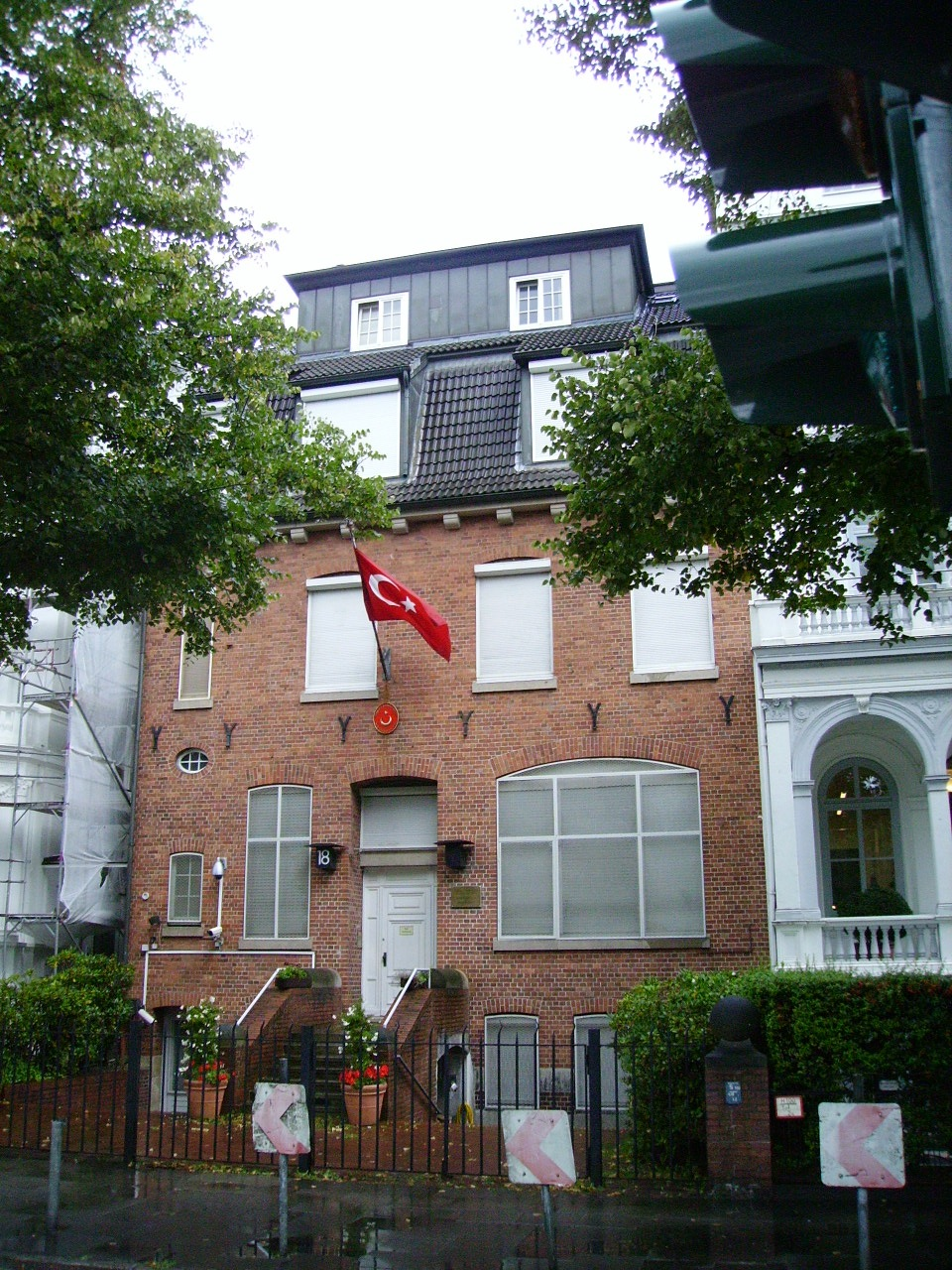
Tổng lãnh sự quán tại Hamburg, Đức

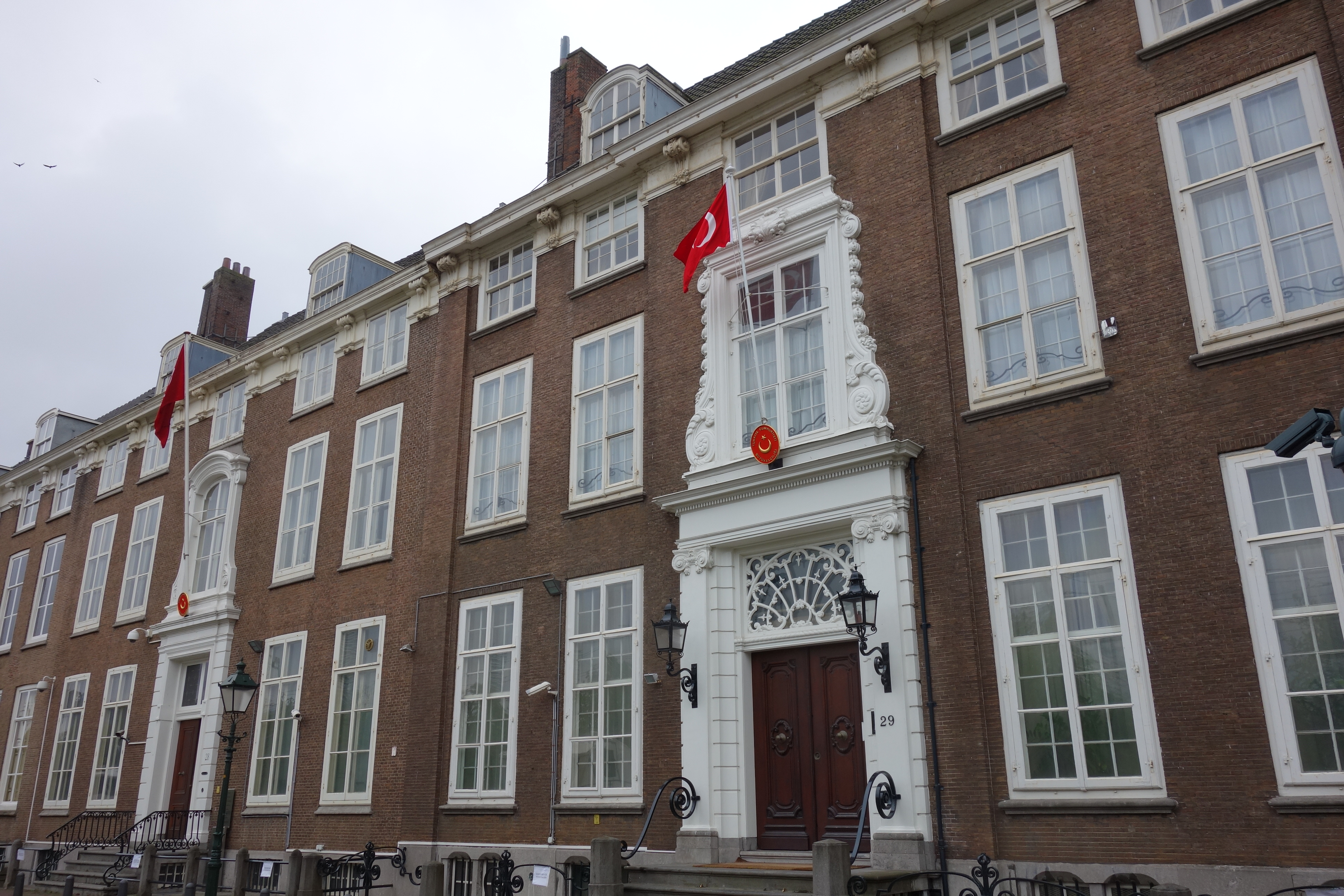
Đại sứ quán Thổ Nhĩ Kỳ tại The Hague, Hà Lan

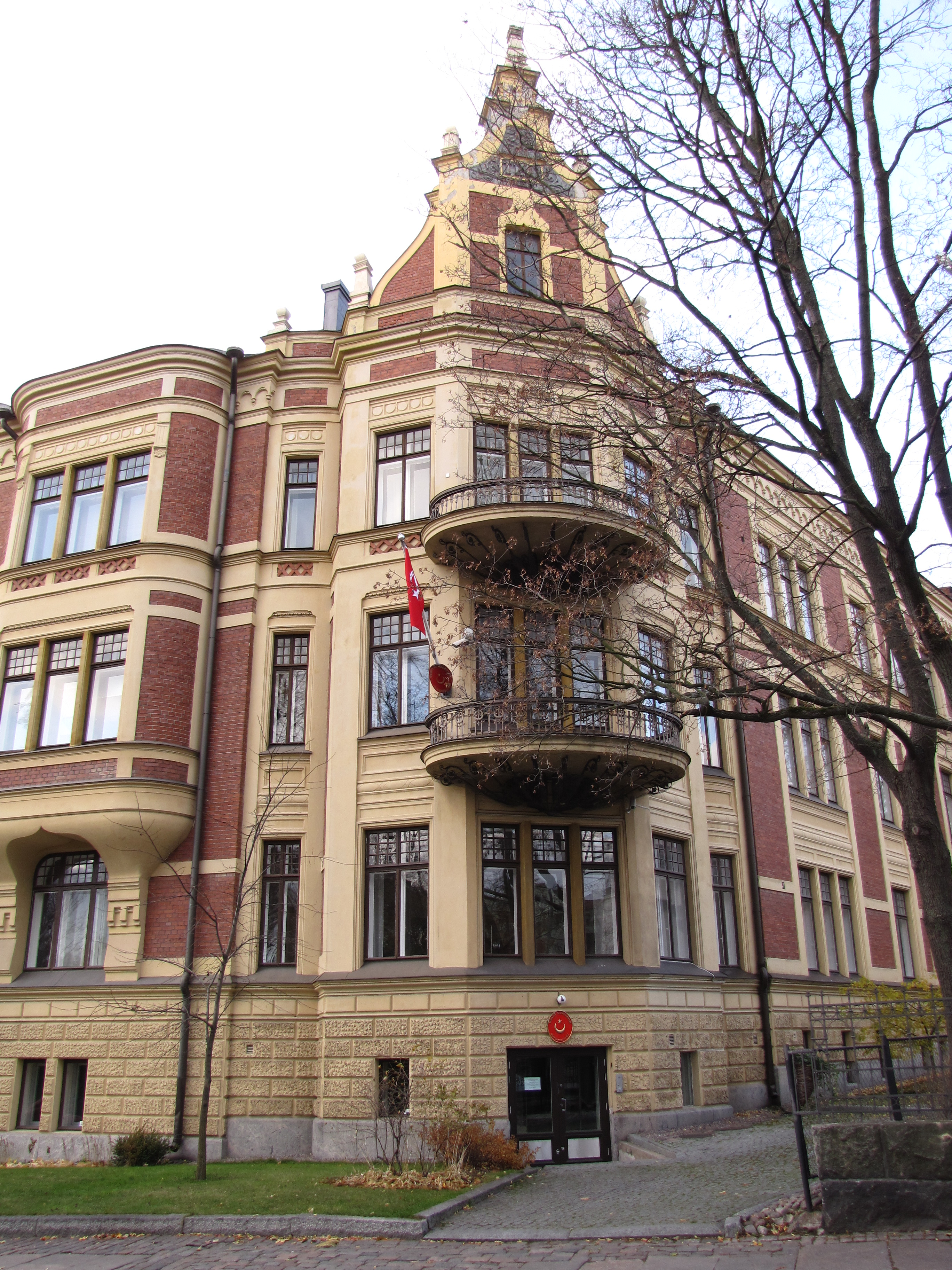
Đại sứ quán Thổ Nhĩ Kỳ tại Helsinki, Phần Lan

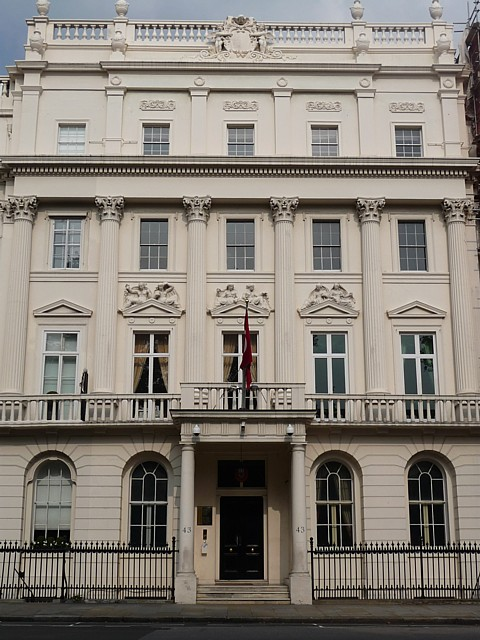
UK Đại sứ quán Thổ Nhĩ Kỳ tại Luân Đôn, England

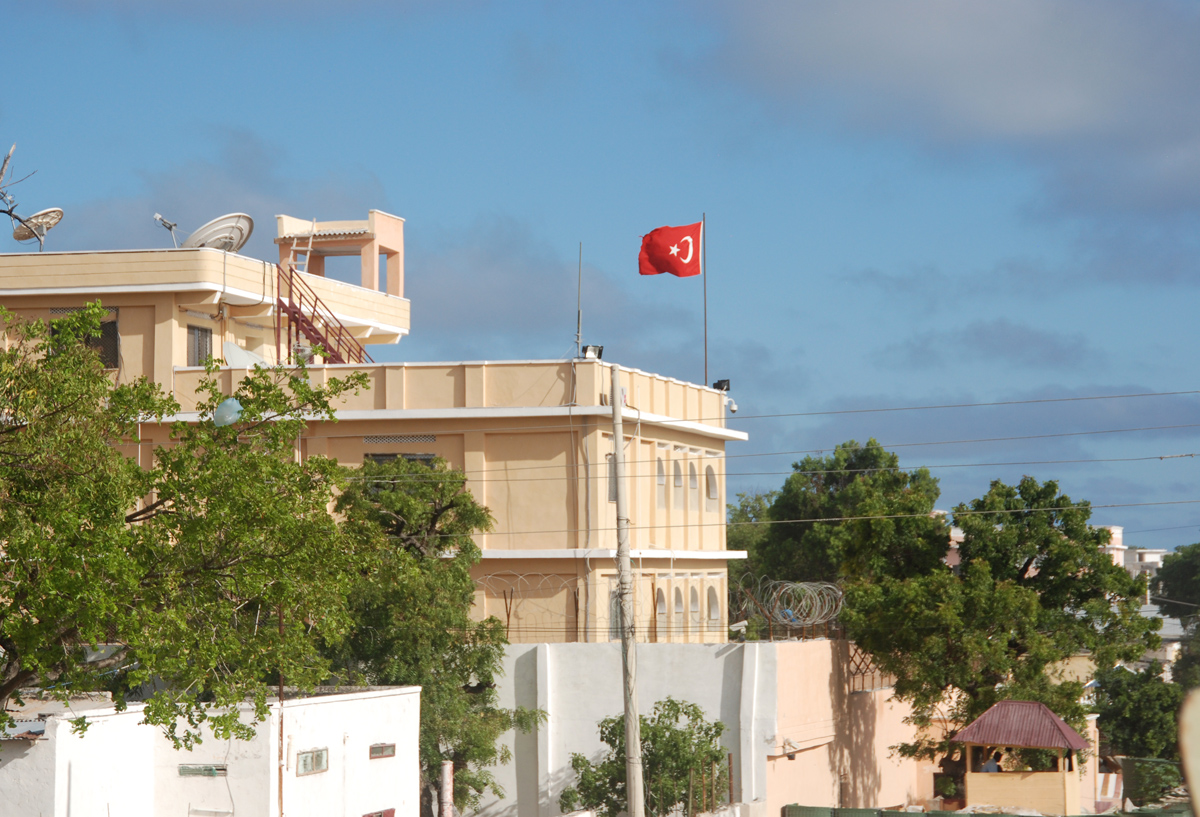
Đại sứ quán Thổ Nhĩ Kỳ tại Mogadishu, Somalia

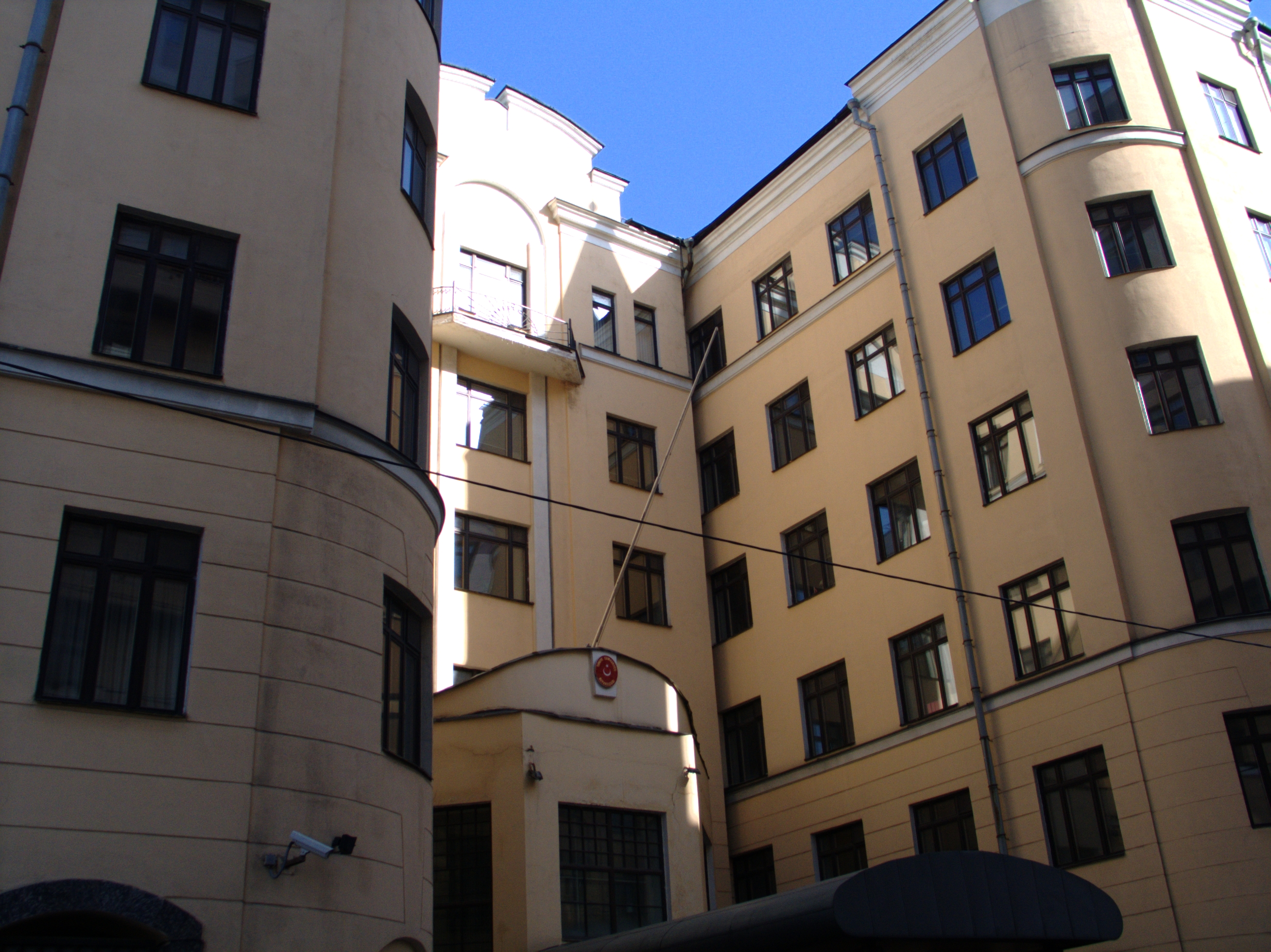
Nga Đại sứ quán Thổ Nhĩ Kỳ tại Moskva, Nga

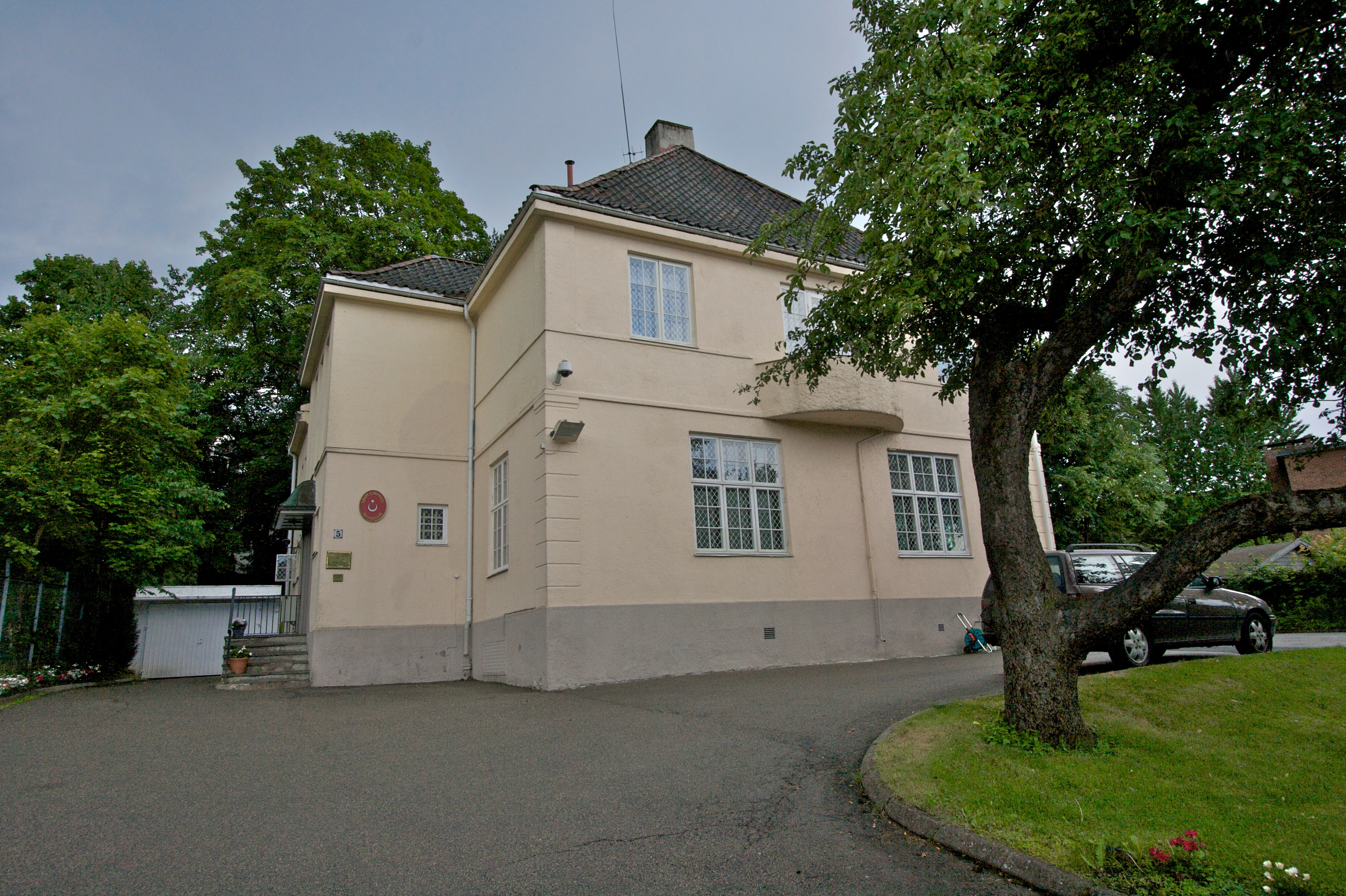
Đại sứ quán Thổ Nhĩ Kỳ tại Oslo, Nga Uy

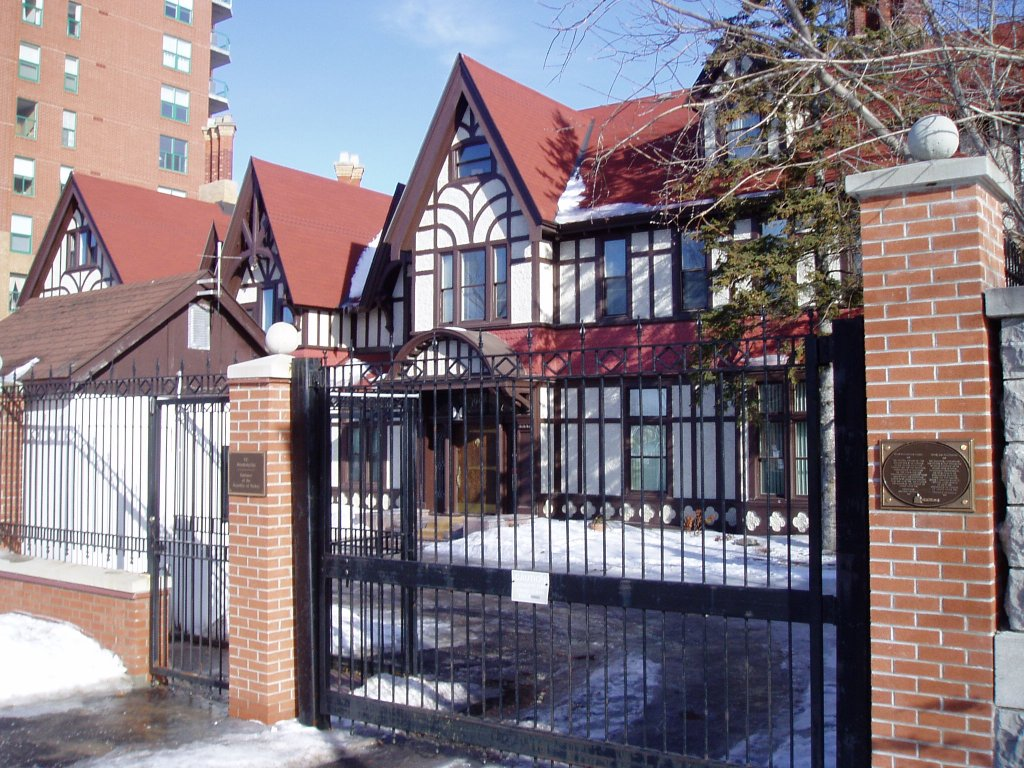
Đại sứ quán Thổ Nhĩ Kỳ tại Ottawa, Canada

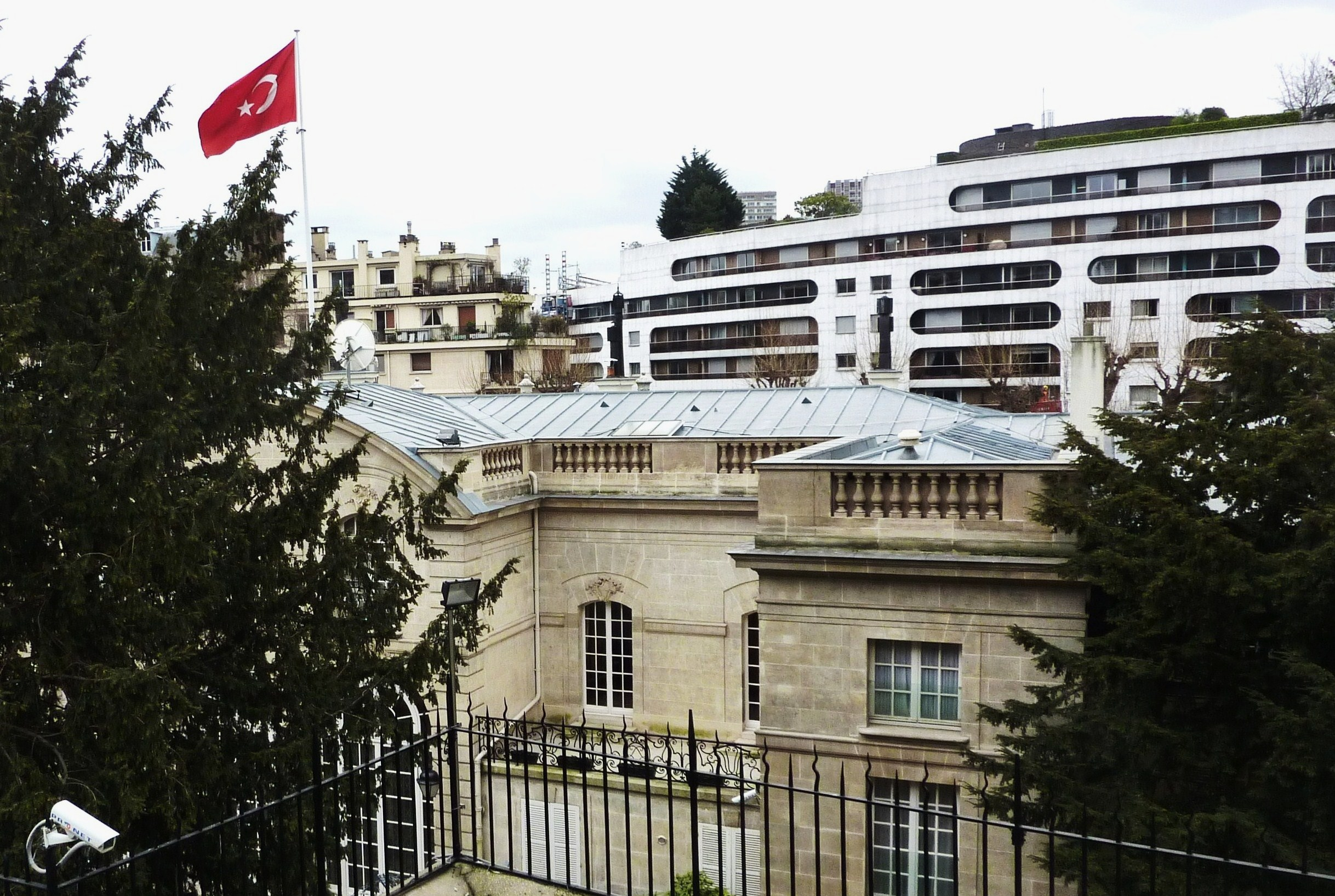
Đại sứ quán Thổ Nhĩ Kỳ tại Paris, Pháp

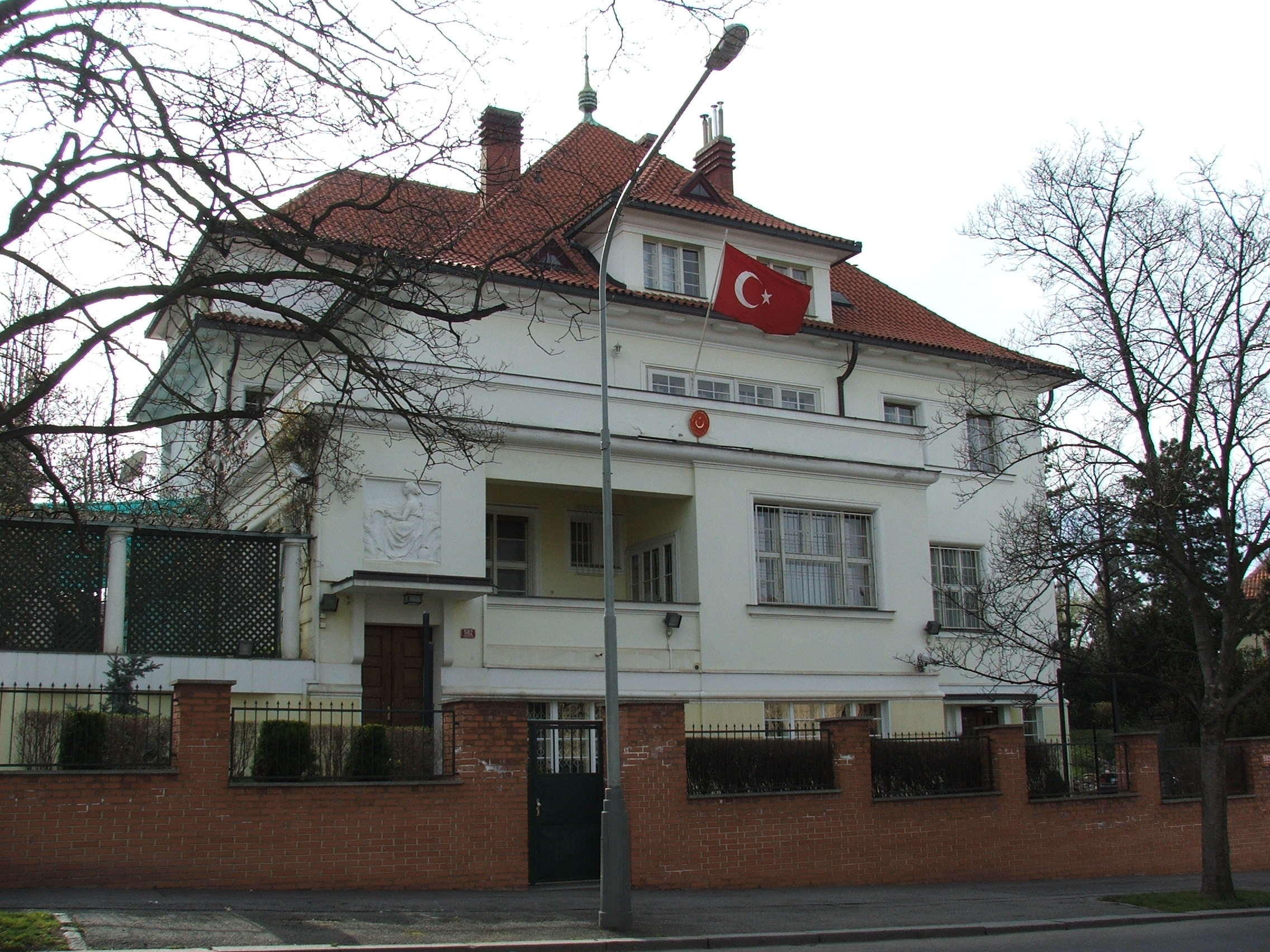
Đại sứ quán Thổ Nhĩ Kỳ tại Prague, Cộng hòa Séc

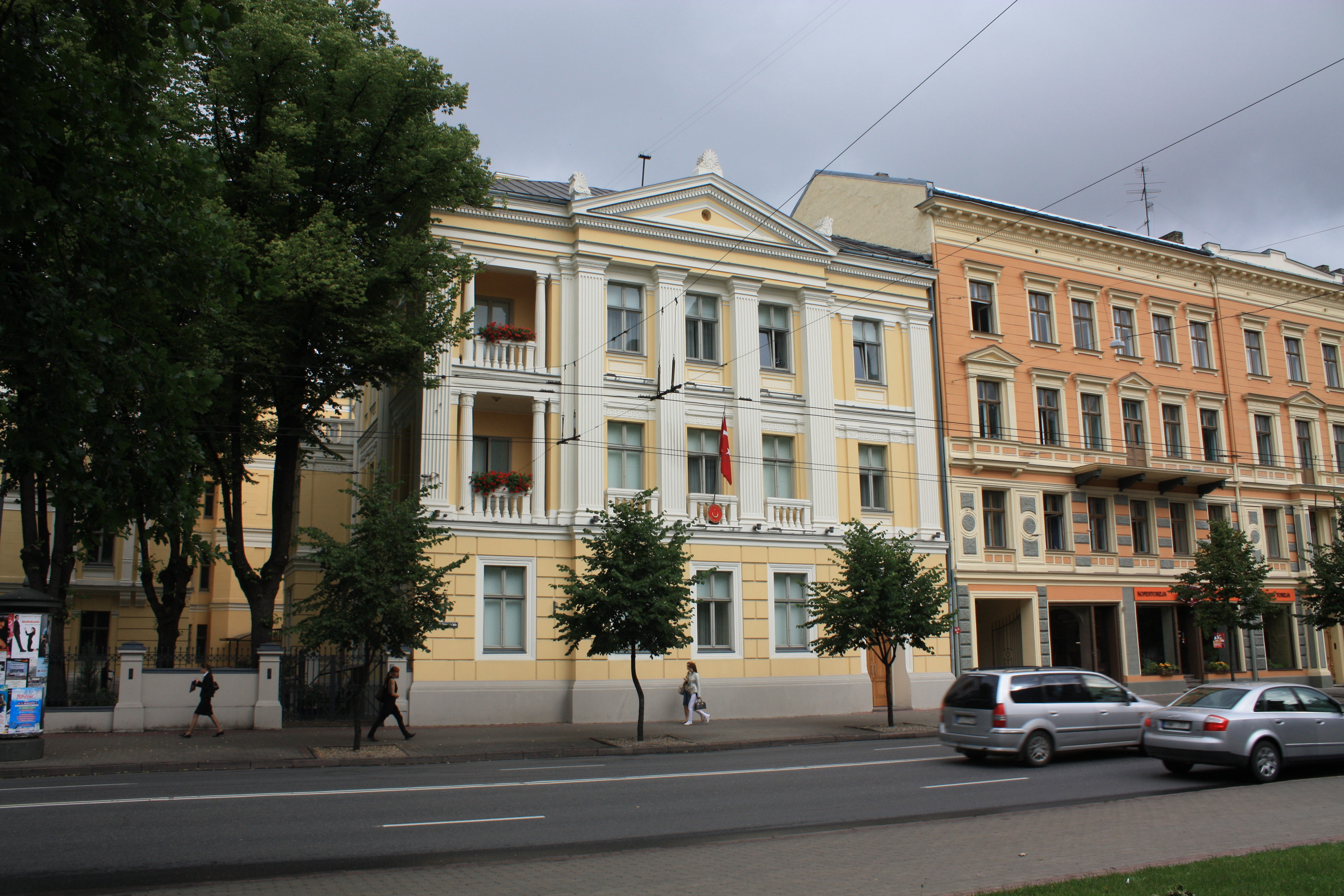
Đại sứ quán Thổ Nhĩ Kỳ tại Riga, Latvia

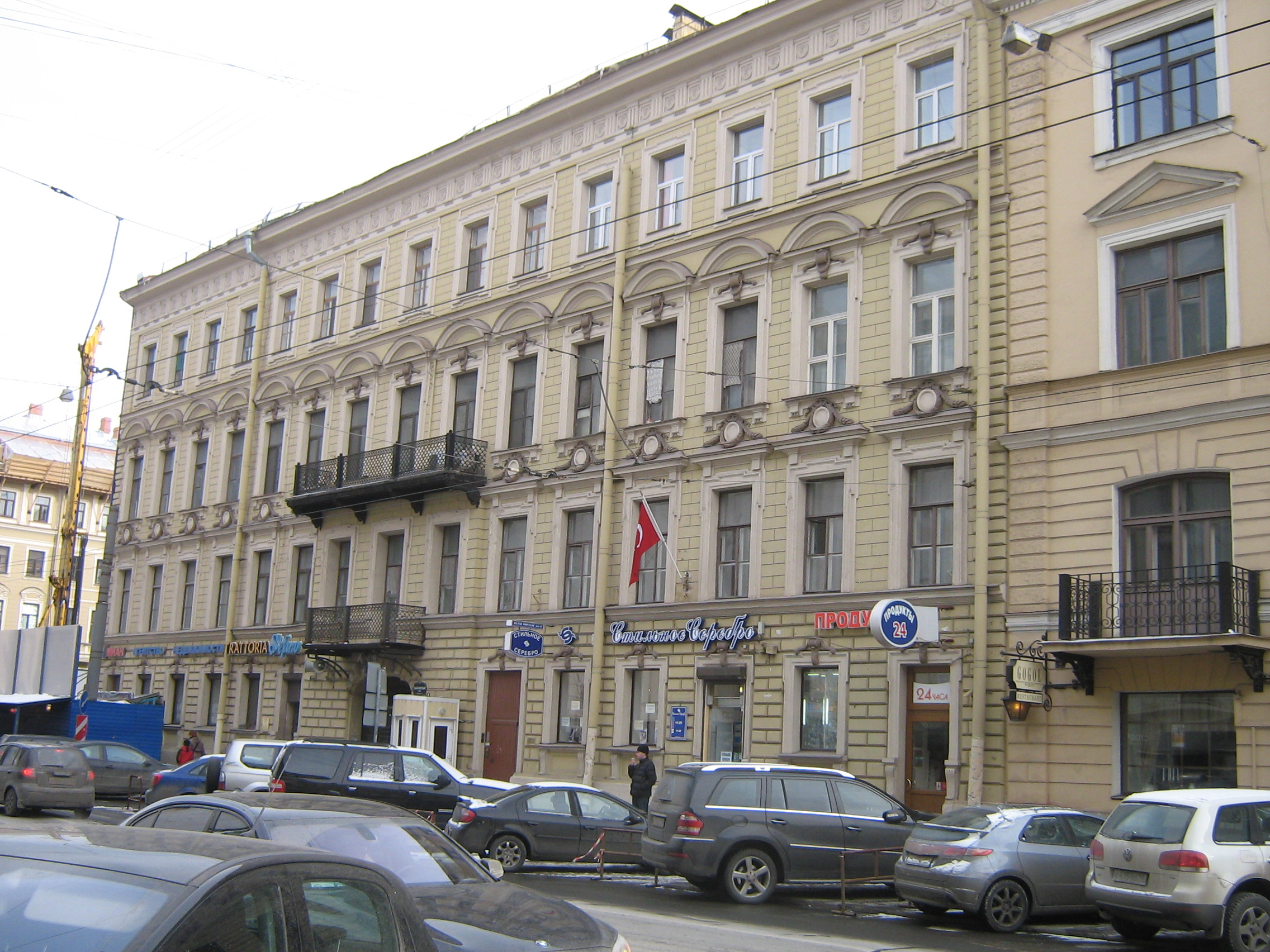
Nga Tổng lãnh sự quán Thổ Nhĩ Kỳ tại Saint Petersburg, Nga

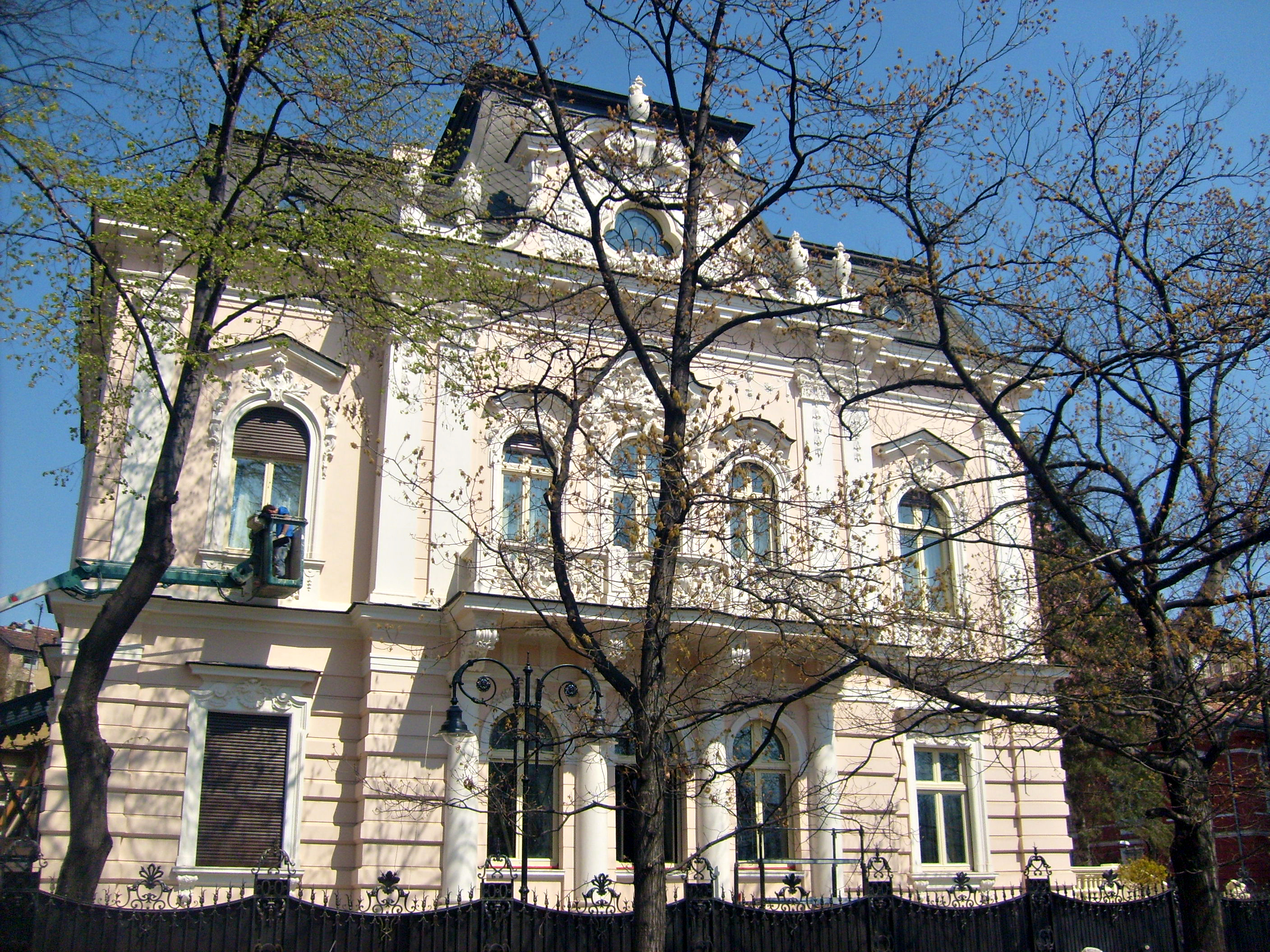
Đại sứ quán Thổ Nhĩ Kỳ tại Sofia, Bulgaria

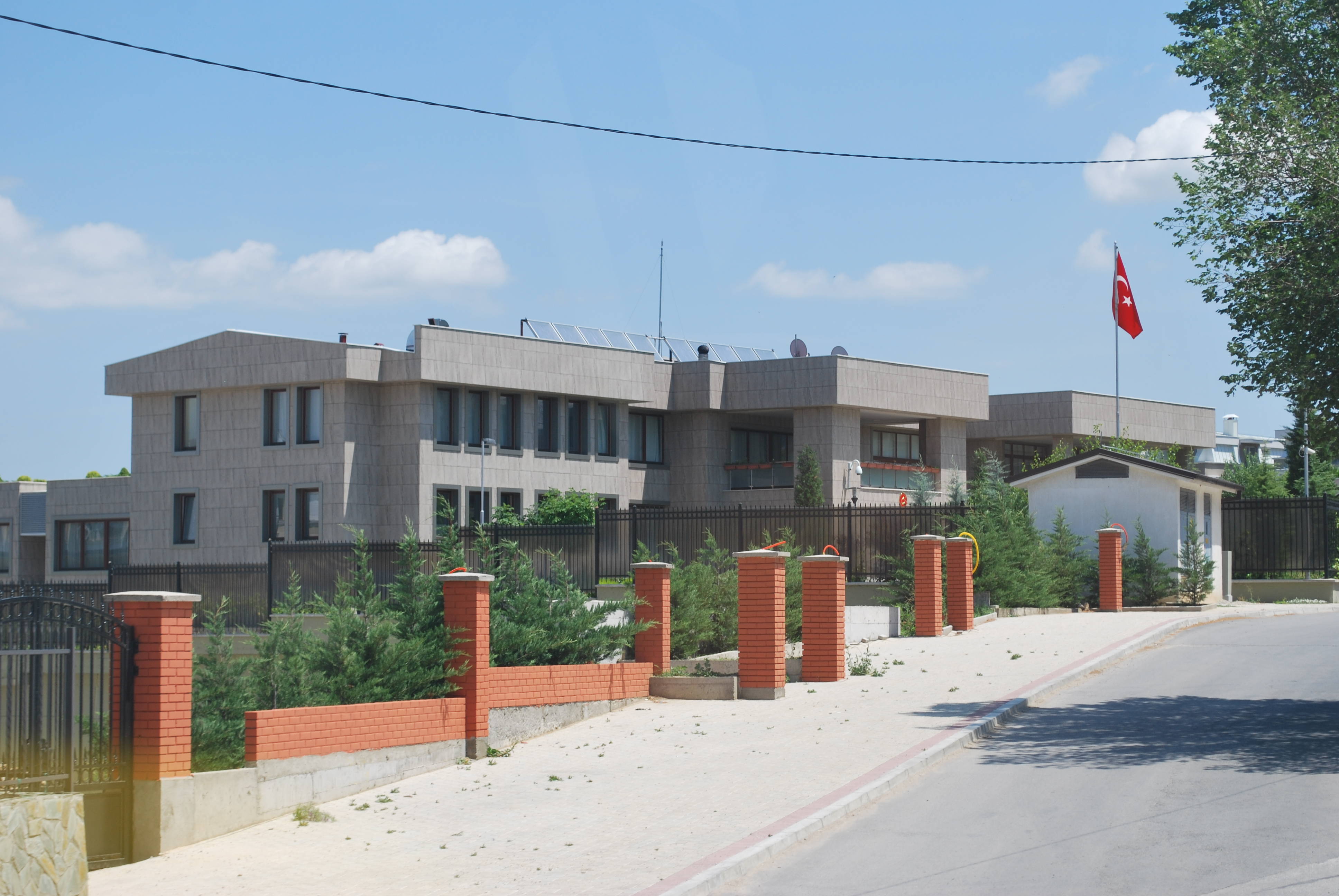
Đại sứ quán Thổ Nhĩ Kỳ tại Skopje, Macedonia

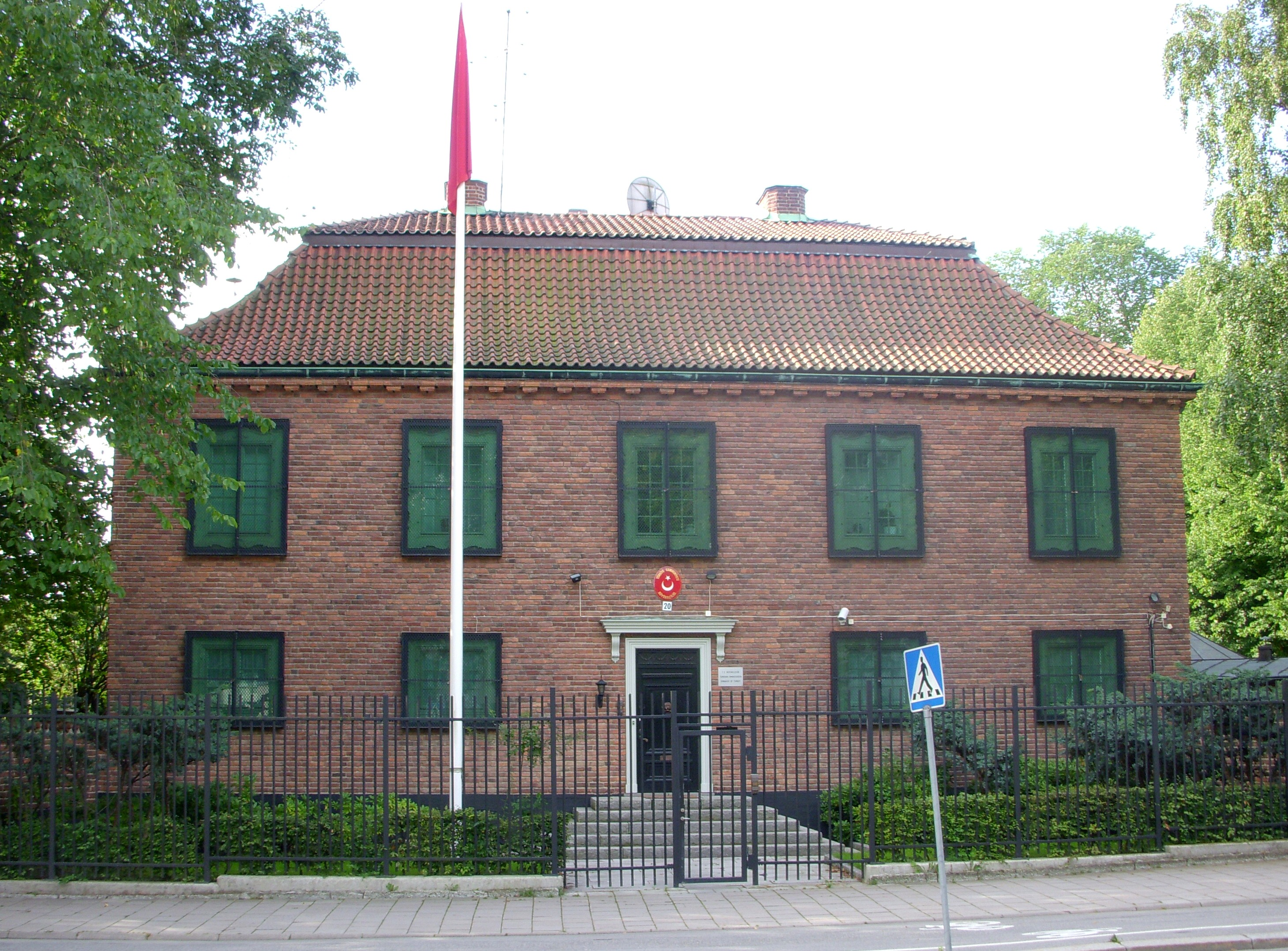
Đại sứ quán Thổ Nhĩ Kỳ tại Stockholm, Thụy Điển

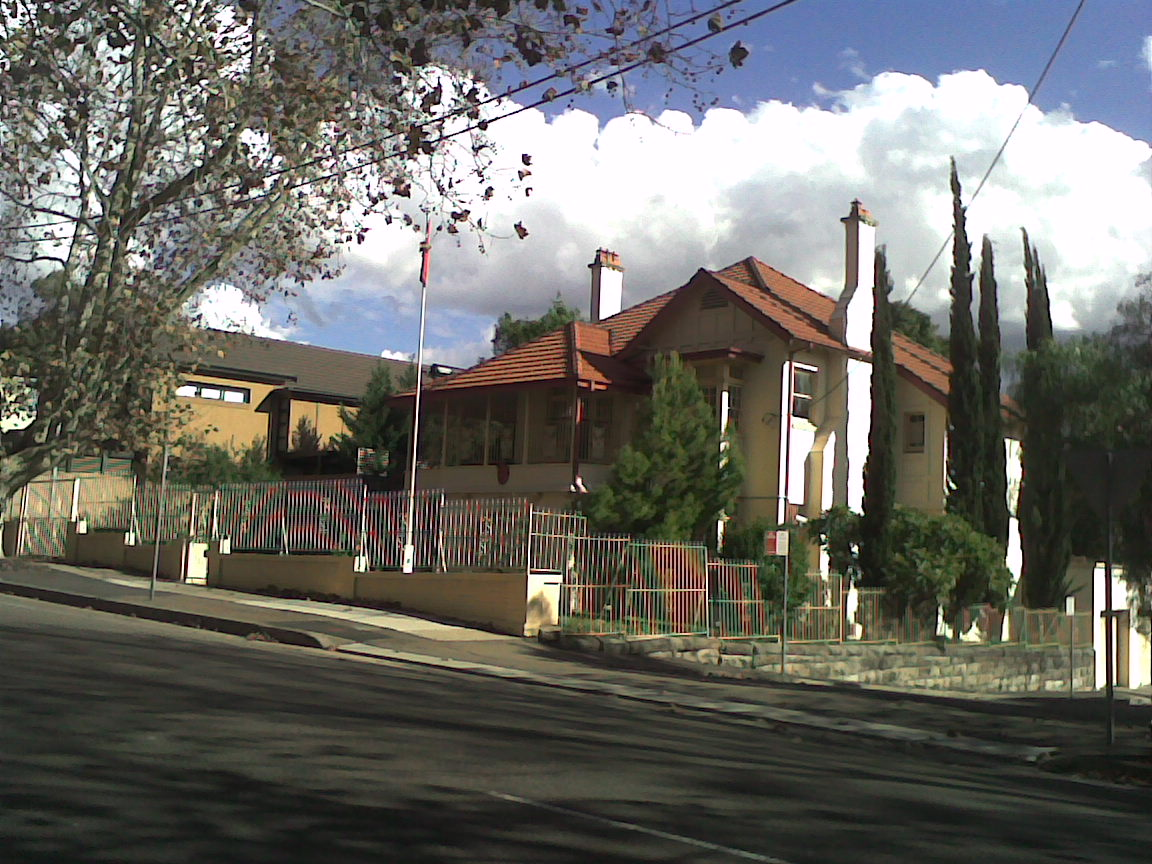
Tổng lãnh sự quán Thổ Nhĩ Kỳ tại Sydney

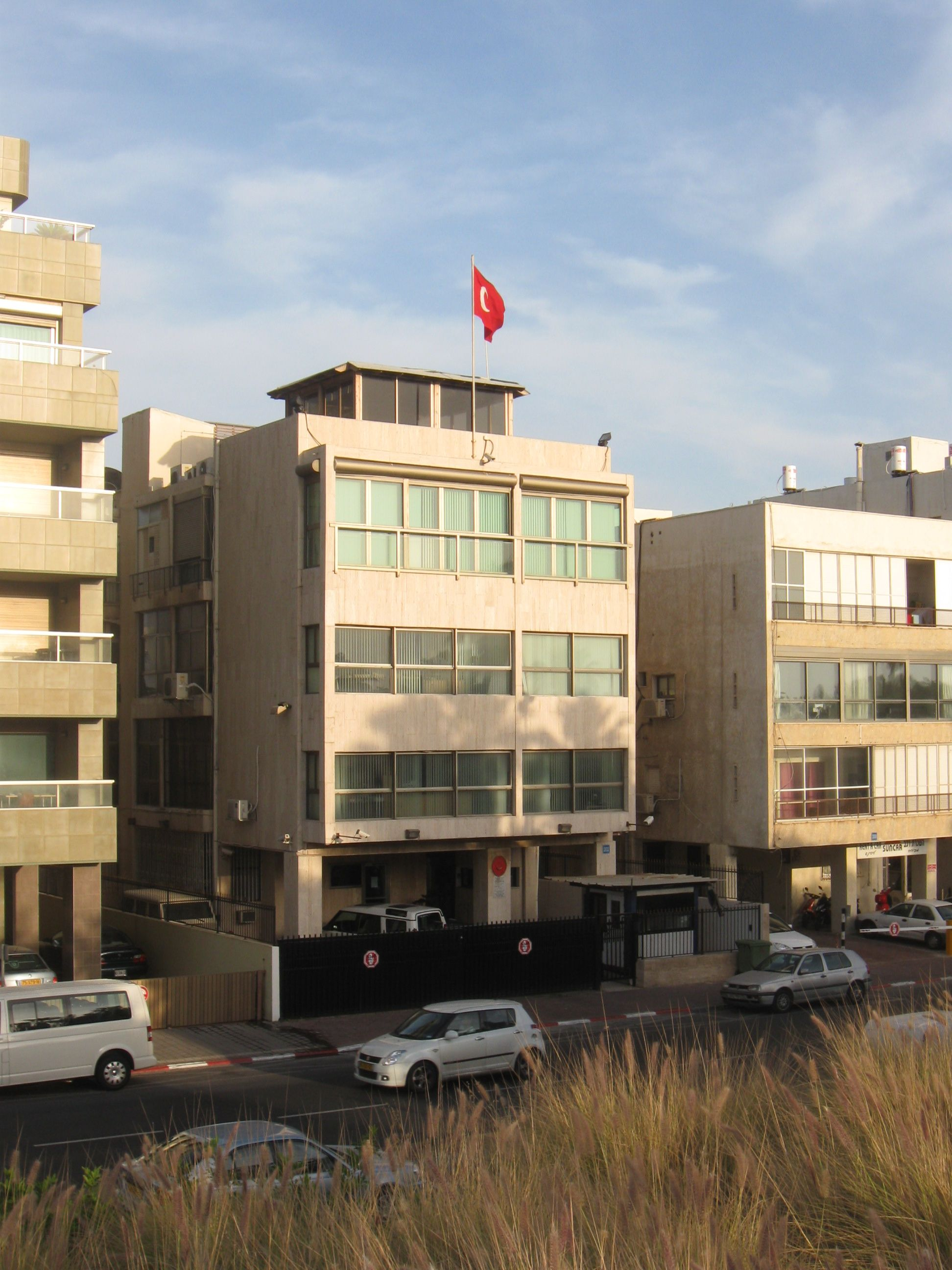
Đại sứ quán Thổ Nhĩ Kỳ tại Tel-Aviv, Israel

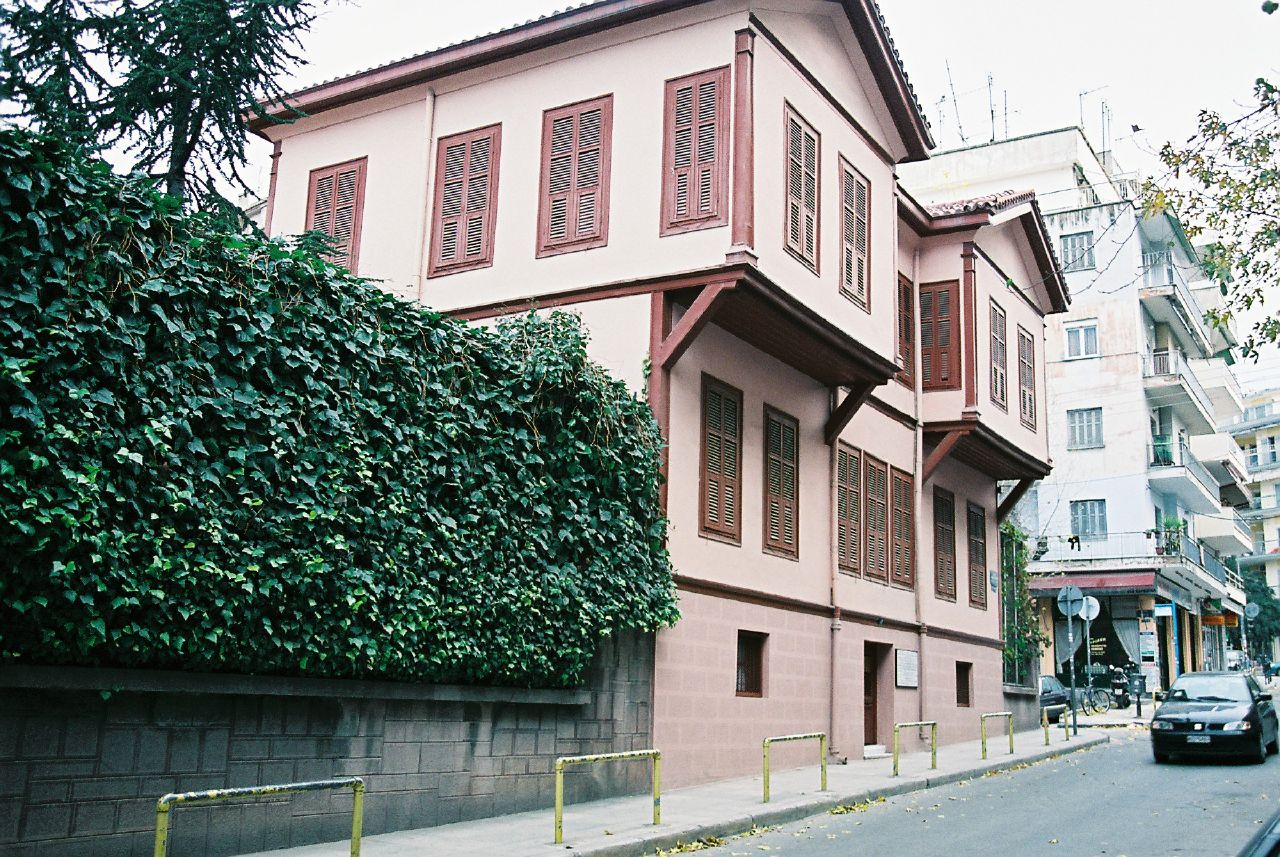
Tổng lãnh sự quán Thổ Nhĩ Kỳ tại Thessaloniki, Hy Lạp

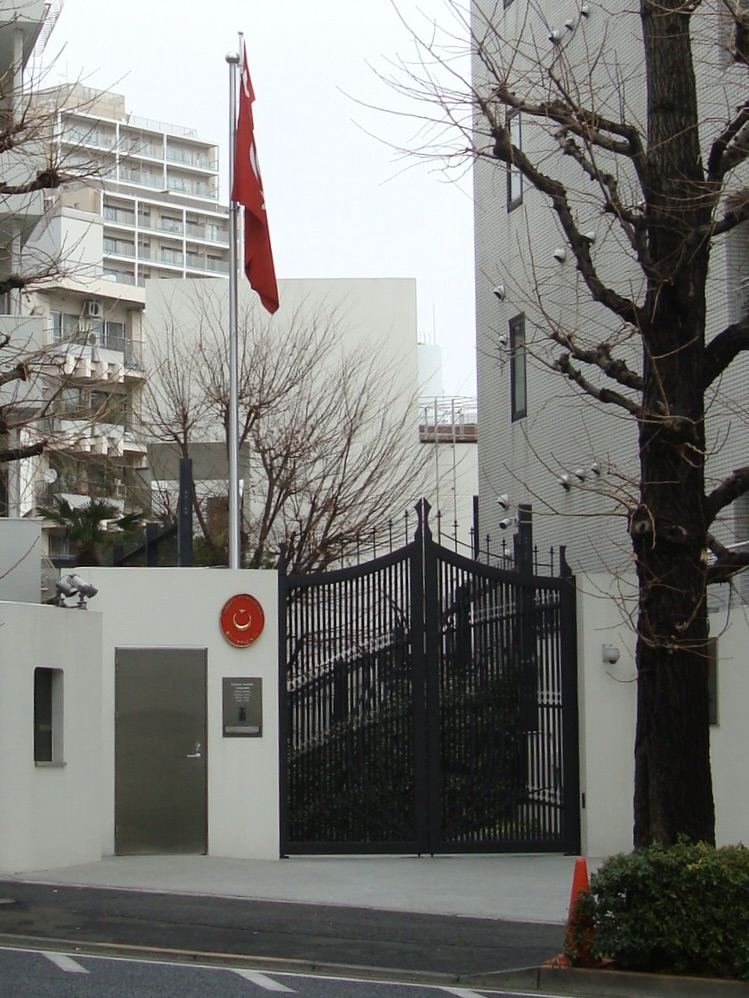
Đại sứ quán Thổ Nhĩ Kỳ tại Tokyo, Nhật Bản

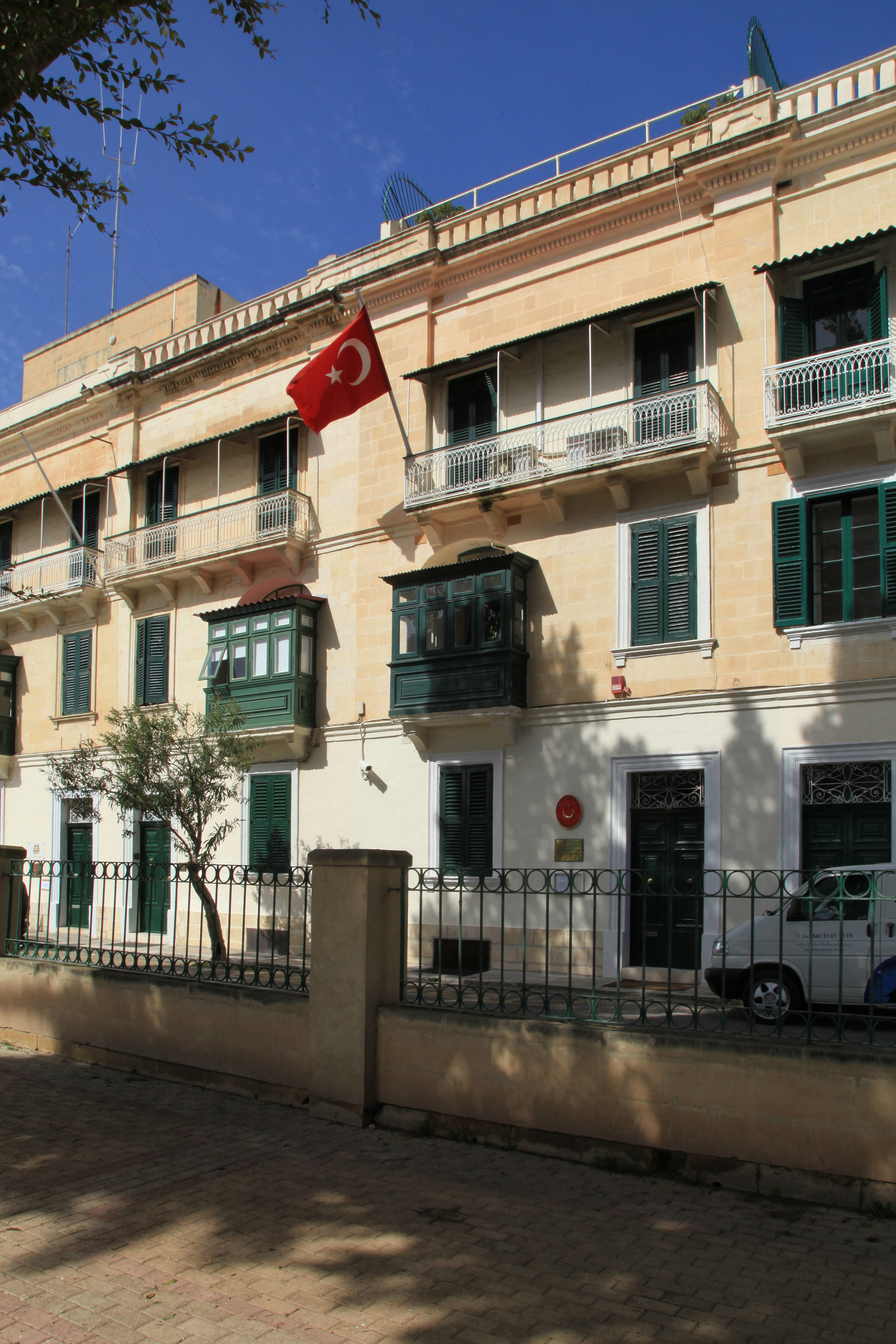
Đại sứ quán Thổ Nhĩ Kỳ tại Valletta, Malta

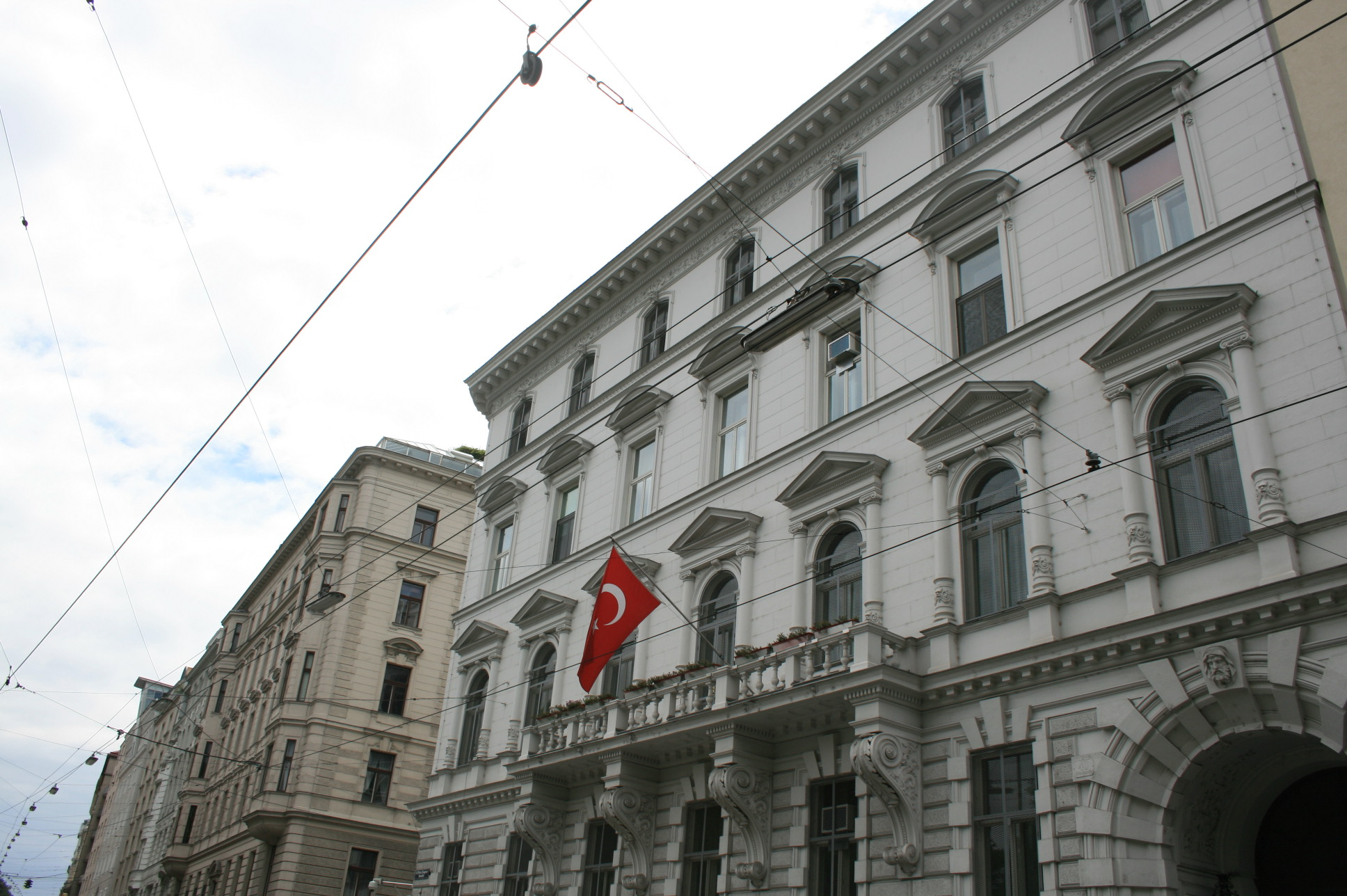
Đại sứ quán Thổ Nhĩ Kỳ tại Viên, Áo

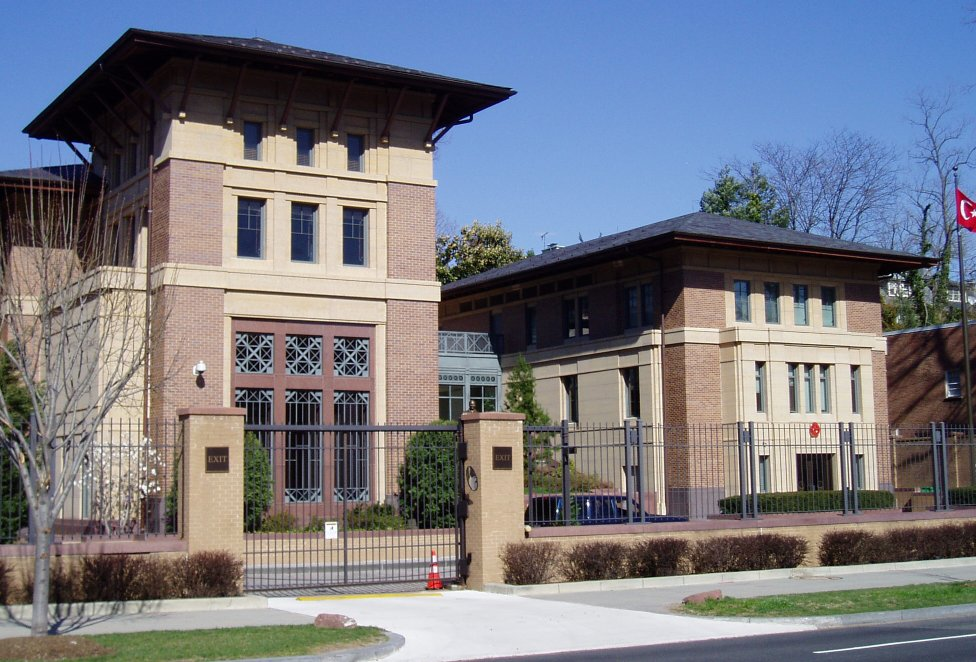
Đại sứ uqasn Thổ Nhĩ Kỳ tại Washington, D.C., US

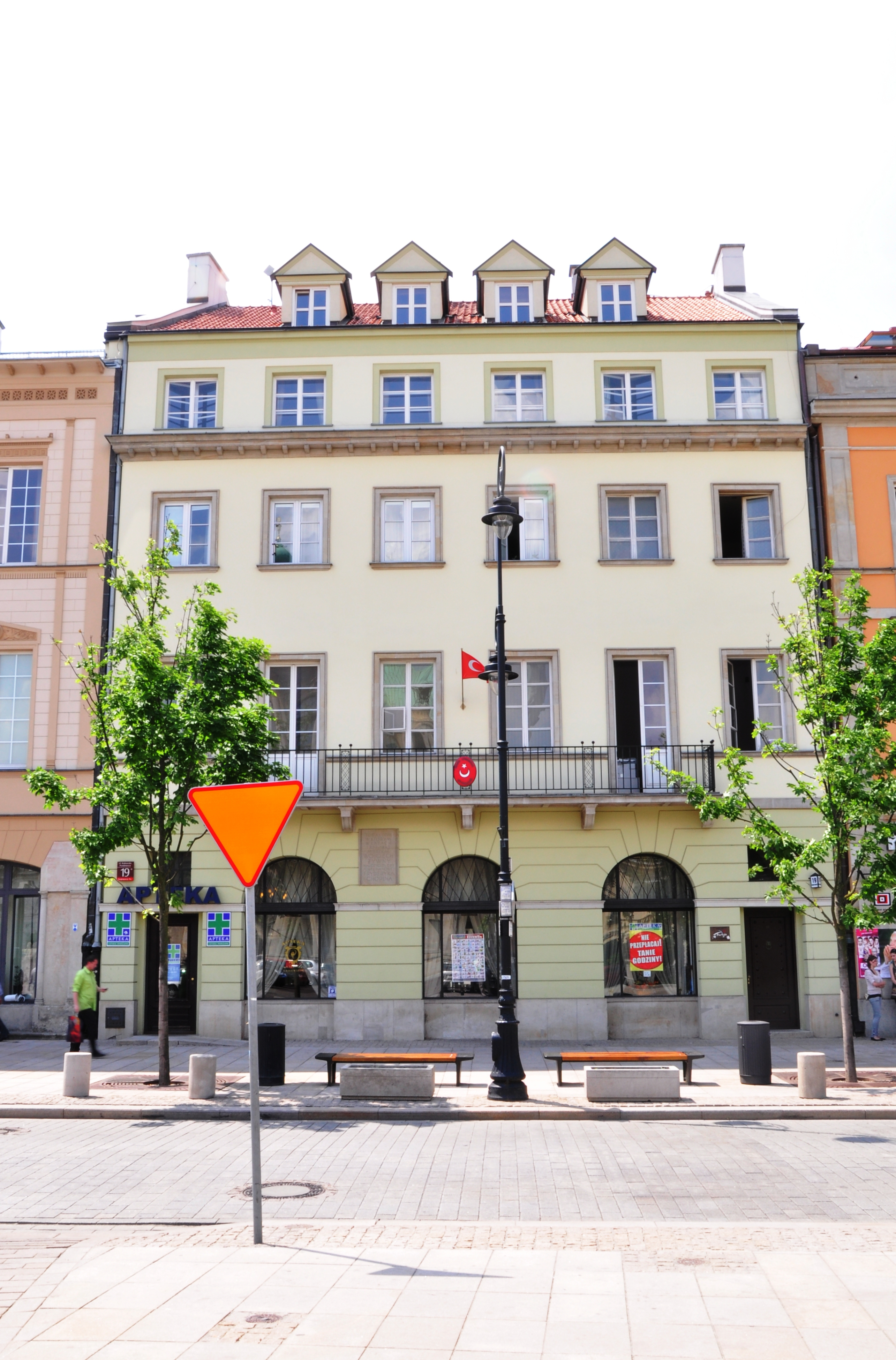
Đại sứ quán Thổ Nhĩ Kỳ tại Warsaw, Ba Lan

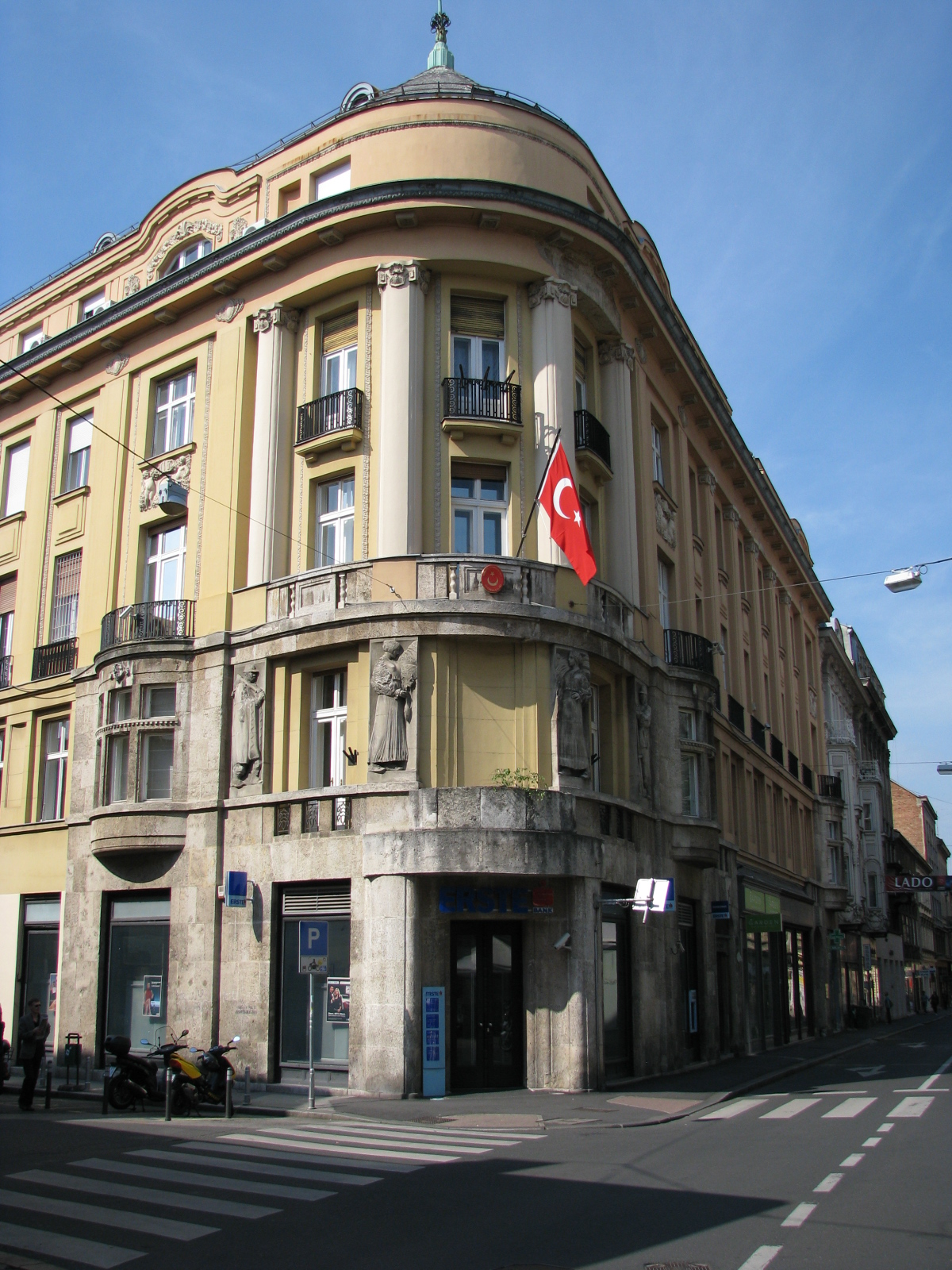
Đại sứ quán Thổ Nhĩ Kỳ tại Zagreb, Croatia

## Châu Phi
| Quốc gia                 | Phái bộ                                             | Quản lý                       |
| ------------------------ | --------------------------------------------------- | ----------------------------- |
| Algérie                  | - Algiers (đại sứ quán)                             | Adnan Keçeci                  |
| Angola                   | - Luanda (đại sứ quán)                              | Hamit Osman Olcay             |
| Benin                    | - Cotonou (đại sứ quán)                             | Turgut Rauf Kural             |
| Botswana                 | - Gaborone (đại sứ quán)                            | İbrahim Mete Yağlı            |
| Burkina Faso             | - Ouagadougou (đại sứ quán)                         | Aydın Sefa Akay               |
| Cameroon ‡               | - Yaoundé (đại sứ quán)                             | Hüsnü Murat Ülkü              |
| Chad                     | - N'Djamena (đại sứ quán)                           | Ahmet Kavas                   |
| Cộng hòa Congo           | - Brazzaville (đại sứ quán)                         | Can İncesu                    |
| Côte d'Ivoire ‡          | - Abidjan (đại sứ quán)                             | Yalçın Kaya Erensoy           |
| Cộng hòa Dân chủ Congo ‡ | - Kinshasa (đại sứ quán)                            | Bekir Uysal                   |
| Djibouti                 | - Djibouti (thành phố) (đại sứ quán)                | Hasan Yavuz                   |
| Ai Cập                   | - Cairo (đại sứ quán) - Alexandria (Tổng lãnh sự)   | Mehmet Akif Özdemir           |
| Eritrea                  | - Asmara (đại sứ quán)                              | Fırat Sunel                   |
| Ethiopia                 | - Addis Ababa (đại sứ quán)                         | U.Kenan İpek                  |
| Gabon                    | - Libreville (đại sứ quán)                          | Nurdan Bayraktar Golder       |
| The Gambia               | - Banjul (đại sứ quán)                              | Ali Rıza Özcoşkun             |
| Ghana ‡                  | - Accra (đại sứ quán)                               | Aydın Nurhan                  |
| Guinea                   | - Conakry (đại sứ quán)                             | Vehbi Esgel Etensel           |
| Kenya ‡                  | - Nairobi (đại sứ quán)                             | H. Avni Aksoy                 |
| Libya                    | - Tripoli (đại sứ quán) - Benghazi (Tổng lãnh sự)   | Ali Kemal Aydın Ali Sait Akın |
| Madagascar ‡             | - Antananarivo (đại sứ quán)                        | Artemiz Sümer                 |
| Mali                     | - Bamako (đại sứ quán)                              | Hikmet Renan Şekeroğlu        |
| Mauritania               | - Nouakchott (đại sứ quán)                          | Musa Kulaklıkaya              |
| Maroc                    | - Rabat (đại sứ quán)                               | Uğur Arıner                   |
| Mozambique ‡             | - Maputo (đại sứ quán)                              | Aylin Taşhan                  |
| Namibia                  | - Windhoek (đại sứ quán)                            | Murat Ahmet Yörük             |
| Niger                    | - Niamey (đại sứ quán)                              | Hüseyin Özdemir               |
| Nigeria                  | - Abuja (đại sứ quán)                               | Ali Rıfat Köksal              |
| Rwanda                   | - Kigali (đại sứ quán)                              | Mehmet Raif Karaca            |
| Sénégal ‡                | - Dakar (đại sứ quán)                               | Zeynep Sibel Algan            |
| Somalia                  | - Mogadishu (đại sứ quán) - Hargeisa (Tổng lãnh sự) | C. Kani Torun                 |
| Nam Phi ‡                | - Pretoria (đại sứ quán)                            | Kaan Esener                   |
| Nam Sudan                | - Juba (đại sứ quán)                                | Haluk Ağca                    |
| Sudan                    | - Khartoum (đại sứ quán)                            | Erdoğan Kök                   |
| Tanzania                 | - Dar es Salaam (đại sứ quán)                       | Ali Davutoğlu                 |
| Tunisia                  | - Tunis (đại sứ quán)                               | Ömer Gücük                    |
| Uganda ‡                 | - Kampala (đại sứ quán)                             | Sedef Yavuzalp                |
| Zambia                   | - Lusaka (đại sứ quán)                              | Ahmet Şemseddin Arda          |
| Zimbabwe                 | - Harare (đại sứ quán)                              | Kadir Hidayet Eriş            |

## Châu Mỹ
| Quốc gia          | Phái bộ | Quản lý                                                                                          |
| ----------------- | --- | ------------------------------------------------------------------------------------------------ |
| Argentina ‡       | - Buenos Aires (đại sứ quán) | Taner Karakaş                                                                                    |
| Brazil ‡          | - Brasília (đại sứ quán) - São Paulo (Tổng lãnh sự) | Hüseyin Diriöz Mehmet Özgün Arman                                                                |
| Canada            | - Ottawa (đại sứ quán) - Toronto (Tổng lãnh sự) | Selçuk Ünal Ali Rıza Güney                                                                       |
| Chile             | - Santiago (đại sứ quán) | Naciye Gökçen Kaya                                                                               |
| Colombia          | - Bogotá (đại sứ quán) | Engin Yürür                                                                                      |
| Costa Rica‡       | - San José(đại sứ quán) | Ali Findik                                                                                       |
| Cuba ‡            | - Havana (đại sứ quán) | Hasan Servet Öktem                                                                               |
| Cộng hòa Dominica | - Santo Domingo (đại sứ quán) | Aydın Evirgen                                                                                    |
| Ecuador           | - Quito (đại sứ quán) | Korkut Güncen                                                                                    |
| Guatemala‡        | - Thành phố Guatemala (đại sứ quán) | Vehbi Esgel Etensel                                                                              |
| México ‡          | - Thành phố México (đại sứ quán) | Ahmet Acet                                                                                       |
| Panama            | - Thành phố Panama (đại sứ quán) | Kadriye Şanıvar Olgun                                                                            |
| Peru ‡            | - Lima (đại sứ quán) | Ferda Akkerman                                                                                   |
| Hoa Kỳ            | - Washington, D.C. (đại sứ quán) - Boston (Tổng lãnh sự) - Chicago (Tổng lãnh sự) - Houston (Tổng lãnh sự) - Los Angeles (Tổng lãnh sự) - Miami (Tổng lãnh sự) - Thành phố New York (Tổng lãnh sự) | Serdar Kılıç Ömür Budak Ramis Şen Ferhat Alkan Raife Gülru Gezer Özgür Kıvanç Altan Ertan Yalçın |
| Venezuela ‡       | - Caracas (đại sứ quán) | Şule Öztunç                                                                                      |

## Châu Á
| Quốc gia                      | Phái bộ                                                                                                   | Quản lý                                                 |
| ----------------------------- | --- | ------------------------------------------------------- |
| Afghanistan                   | - Kabul (đại sứ quán) - Mazar-e Sharif (Tổng lãnh sự)                                                     | Basat Öztürk Güneş Yeşildağ                             |
| Azerbaijan                    | - Baku (đại sứ quán) - Gence (Tổng lãnh sự) - Nakhchivan (Tổng lãnh sự)                                   | Alper Coşkun Haluk Ağca Ali Rıza Akıncı                 |
| Bahrain                       | - Manama (đại sứ quán)                                                                                    | Ahmet Ülker                                             |
| Bangladesh ‡                  | - Dhaka (đại sứ quán)                                                                                     | Devrim Öztürk                                           |
| Brunei                        | - Bandar Seri Begawan (đại sứ quán)                                                                       | Fikret Oğuz Ateş                                        |
| Cambodia                      | - Phnôm Pênh (đại sứ quán)                                                                                |                                                         |
| Trung Quốc                    | - Bắc Kinh (đại sứ quán) - Quảng Châu (Tổng lãnh sự) - Hồng Kông (Tổng lãnh sự) - Shanghai (Tổng lãnh sự) | Murat Salim Esenli Batu Kesmen Haldun Tekneci Deniz Eke |
| Gruzia                        | - Tbilisi (đại sứ quán) - Batumi (Tổng lãnh sự)                                                           | Zeki Levent Gümrükçü Engin Arıkan                       |
| Ấn Độ ‡                       | - New Delhi (đại sứ quán) - Hyderabad (Tổng lãnh sự) - Mumbai (Tổng lãnh sự)                              | Burak Akçapar Murat Ahmet Yörük                         |
| Indonesia ‡                   | - Jakarta (đại sứ quán)                                                                                   | Murat Adalı                                             |
| Iran                          | - Tehran (đại sứ quán) - Mashhad (Tổng lãnh sự) - Tabriz (Tổng lãnh sự) - Urmia (Tổng lãnh sự)            | Ümit Yardım Mehmet Doğan Yunus Belet Ali Tolga Kaya     |
| Iraq                          | - Baghdad (đại sứ quán) - Arbil (Tổng lãnh sự) - Basra (Tổng lãnh sự) - Mosul (Tổng lãnh sự)              | Yunus Demirer Aydın Selcen Faruk Kaymakcı Ahmet Yazal   |
| Israel                        | - Tel Aviv (đại sứ quán)                                                                                  | Şakir Özkan Torunlar                                    |
| Nhật Bản ‡                    | - Tokyo (đại sứ quán)                                                                                     | Serdar Kılıç                                            |
| Jordan                        | - Amman (đại sứ quán)                                                                                     | Sedat Önal                                              |
| Kazakhstan                    | - Astana (đại sứ quán) - Aktau (Tổng lãnh sự) - Almaty (Tổng lãnh sự)                                     | Nevzat Uyanık Korhan Küngerü Rıza Kağan Yılmaz          |
| Hàn Quốc ‡                    | - Seoul (đại sứ quán)                                                                                     | Arslan Hakan Okçal                                      |
| Kuwait                        | - Thành phố Kuwait (đại sứ quán)                                                                          | Mehmet Hilmi Dedeoğlu                                   |
| Kyrgyzstan                    | - Bishkek (đại sứ quán)                                                                                   | Nejat Akçal                                             |
| Lebanon                       | - Beirut (đại sứ quán)                                                                                    | İnan Özyıldız                                           |
| Malaysia                      | - Kuala Lumpur (đại sứ quán)                                                                              | Serap Ataay                                             |
| Mongolia                      | - Ulan Bator (đại sứ quán)                                                                                | Murat Karagöz                                           |
| Myanmar                       | - Naypyidaw (đại sứ quán)                                                                                 | Murat Yavuz Ateş                                        |
| Oman                          | - Muscat (đại sứ quán)                                                                                    | Mehmet Hayri Erol                                       |
| Pakistan                      | - Islamabad (đại sứ quán) - Karachi (Tổng lãnh sự)                                                        | Babür Hızlan Murat Mustafa Onart                        |
| Palestine                     | - Jerusalem (Tổng lãnh sự)                                                                                | Hüsnü Gürcan Türkoğlu                                   |
| Philippines                   | - Manila (đại sứ quán)                                                                                    | Hatice Pınar Işık                                       |
| Qatar                         | - Doha (đại sứ quán)                                                                                      | Hakkı Emre Yunt                                         |
| Ả Rập Xê Út                   | - Riyadh (đại sứ quán) - Jeddah (Tổng lãnh sự)                                                            | Ahmet Muhtar Gün Salih Mutlu Şen                        |
| Singapore                     | - Singapore (đại sứ quán)                                                                                 | Hakkı Taner Seben                                       |
| Sri Lanka                     | - Colombo (đại sứ quán)                                                                                   | İskender Kemal Okyay                                    |
| Syria                         | - Damascus (đại sứ quán) - Aleppo (Tổng lãnh sự)                                                          |                                                         |
| Trung Hoa Dân Quốc (Đài Loan) | - Đài Bắc (Turkish Trade Office in Taipei)                                                                | İsmet Erikan                                            |
| Tajikistan                    | - Dushanbe (đại sứ quán)                                                                                  | Mehmet Munis Dirik                                      |
| Thái Lan ‡                    | - Bangkok (đại sứ quán)                                                                                   | Ahmet Oğuz Çelikkol                                     |
| Turkmenistan                  | - Ashgabat (đại sứ quán)                                                                                  | Şevki Mütevellioğlu                                     |
| UAE                           | - Abu Dhabi (đại sứ quán) - Dubai (Tổng lãnh sự)                                                          | Şefik Vural Altay Ümit Yalçın                           |
| Uzbekistan                    | - Tashkent (đại sứ quán)                                                                                  | Sertaç Sönmezay                                         |
| Việt Nam                      | - Hà Nội (đại sứ quán)                                                                                    | Ahmet Akif Oktay                                        |
| Yemen                         | - Sana'a (đại sứ quán)                                                                                    | Fazlı Çorman                                            |

## Châu Âu
| Quốc gia               | Phái bộ | Người quản lý |
| ---------------------- | --- | --- |
| Albania                | - Tirana (đại sứ quán) | Hidayet Bayraktar |
| Áo                     | - Viên (đại sứ quán) - Bregenz (Tổng lãnh sự) - Salzburg (Tổng lãnh sự) - Viên (Tổng lãnh sự) | Mehmet Hasan Göğüş Cemal Erbay Gürsel Evren Tayyar Kağan Atay |
| Belarus                | - Minsk (đại sứ quán) | Cevat Nezihi Özkaya |
| Bỉ                     | - Brussels (đại sứ quán) - Brussels (Tổng lãnh sự) - Antwerp (Tổng lãnh sự) | Mehmet Hakan Olcay Emir Barış Ulusoy Mustafa Kemalettin Eruygur |
| Bosnia and Herzegovina | - Sarajevo (đại sứ quán) - Mostar (Tổng lãnh sự) | Cihad Erginay Tolga Bermek |
| Bulgaria               | - Sofia (đại sứ quán) - Burgas (Tổng lãnh sự) - Plovdiv (Tổng lãnh sự) | Süleyman Gökçe Niyazi Evren Akyol Şener Cebeci |
| Croatia                | - Zagreb (đại sứ quán) | Ahmet Tuta |
| Cộng hòa Séc           | - Prague (đại sứ quán) | Ahmet Necati Bigalı |
| Đan Mạch               | - Copenhagen (đại sứ quán) | Mehmet Dönmez |
| Estonia                | - Tallinn (đại sứ quán) | Ahmet Ülker |
| Phần Lan               | - Helsinki (đại sứ quán) | Adnan Başağa |
| Pháp ‡                 | - Paris (đại sứ quán) - Lyon (Tổng lãnh sự) - Marseille (Tổng lãnh sự) - Paris (Tổng lãnh sự) - Strasbourg (Tổng lãnh sự), - Nantes (Tổng lãnh sự) - Bordeaux (Tổng lãnh sự) | Hakkı Akil H. Ege Türemen Deniz Erdoğan Barım İhsan Emre Kadıoğlu Serdar Cengiz Korkut Tufan Volkan T. Vural                                                                                        |
| Đức                    | - Berlin (đại sứ quán) - Berlin (Tổng lãnh sự) - Cologne (Tổng lãnh sự) - Düsseldorf (Tổng lãnh sự) - Essen (Tổng lãnh sự) - Frankfurt (Tổng lãnh sự) - Hamburg (Tổng lãnh sự) - Hanover (Tổng lãnh sự) - Karlsruhe (Tổng lãnh sự) - Mainz (Tổng lãnh sự) - Munich (Tổng lãnh sự) - Münster (Tổng lãnh sự) - Nuremberg (Tổng lãnh sự) - Stuttgart (Tổng lãnh sự) | H. Avni Karslıoğlu Ahmet Başar Şen Hüseyin Emre Engin Alattin Temür Şule Özkaya Ufuk Ekici Mehmet Fatih Ak Mehmet Günay Serhat Aksen Aslan Alper Yüksel Mesut Koç Ufuk Gezer Asip Kaya Ahmet Akıntı |
| Hy Lạp                 | - Athens (đại sứ quán) - Komotini (Tổng lãnh sự) - Piraeus (Tổng lãnh sự) - Rhodes (Tổng lãnh sự) - Thessaloniki (Tổng lãnh sự) | Kerim Uras Osman İlhan Şener İsmail Sefa Yüceer Hakan Aytek Tuğrul Biltekin |
| Holy See               | - Thành Vatican (đại sứ quán) | Prof. Dr. Mehmet Paçacı |
| Hungary                | - Budapest (đại sứ quán) | Şakir Fakılı |
| Ireland                | - Dublin (đại sứ quán) | Necip Egüz |
| Ý ‡                    | - Rome (đại sứ quán) - Milan (Tổng lãnh sự) | Aydın Sezgin Aylin Sekizkök |
| Kosovo                 | - Pristina (đại sứ quán) - Prizren (Tổng lãnh sự) | Kıvılcım Kiliç |
| Latvia                 | - Riga (đại sứ quán) | Hayri Hayret Yalav |
| Lithuania              | - Vilnius (đại sứ quán) | Aydan Yamancan |
| Luxembourg             | - Luxembourg (đại sứ quán) | S. Levent Şahinkaya |
| Macedonia              | - Skopje (đại sứ quán) | Ömür Şölendil |
| Malta                  | - Valletta (đại sứ quán) | Ayşe Sezgin |
| Moldova                | - Chişinău (đại sứ quán) | Mehmet Selim Kartal |
| Montenegro             | - Podgorica (đại sứ quán) | M. Niyazi Tanılır |
| Hà Lan                 | - The Hague (đại sứ quán) - Amsterdam (Tổng lãnh sự) - Deventer (Tổng lãnh sự) - Rotterdam (Tổng lãnh sự) | Sadık Arslan Ahmet Yazal Yunus Belet Togan Oral |
| Northern Cyprus        | - North Nicosia (đại sứ quán) | Halil İbrahim Akça |
| Na Uy ‡                | - Oslo (đại sứ quán) | Esat Şafak Göktürk |
| Ba Lan                 | - Warsaw (đại sứ quán) | Yusuf Ziya Özcan |
| Bồ Đào Nha             | - Lisbon (đại sứ quán) | Ebru Barutçu Gökdenizler |
| Romania                | - Bucharest (đại sứ quán) - Constanţa (Tổng lãnh sự) | Ömür Şölendil Ali Bozçalışkan |
| Nga                    | - Moskva (đại sứ quán) - Kazan (Tổng lãnh sự) - Novorossiysk (Tổng lãnh sự) - Saint Petersburg (Tổng lãnh sự) | Sabri Tunç Angılı Deha Erpek Beste Pehlivan Sun Tanju Bilgiç |
| Serbia                 | - Belgrade (đại sứ quán) | Mehmet Kemal Bozay |
| Slovakia               | - Bratislava (đại sứ quán) | L. Gülhan Ulutekin |
| Slovenia               | - Ljubljana (đại sứ quán) | Serra Kaleli |
| Tây Ban Nha ‡          | - Madrid (đại sứ quán) - Barcelona (Tổng lãnh sự) | Ömer Önhon Emir Salim Yüksel |
| Thụy Điển              | - Stockholm (đại sứ quán) | Ömer Kaya Türkmen |
| Thụy Sĩ ‡              | - Berne (đại sứ quán) - Genève (Tổng lãnh sự) - Zürich (Tổng lãnh sự) | Mehmet Tuğrul Gücük Nurdan Bayraktar Golder Aslı Oral |
| Ukraina                | - Kiev (đại sứ quán) - Odessa (Tổng lãnh sự) | Yönet Can Tezel Hatice Nur Sağman |
| Anh Quốc               | - Luân Đôn (đại sứ quán) - Edinburgh (Tổng lãnh sự) - Luân Đôn (Tổng lãnh sự) | Abdurrahman Bilgiç Semih Lütfi Turgut Emirhan Yorulmazlar |

## Châu đại dương
| Quốc gia      | Phái bộ                                                                     | Quản lý                                       |
| ------------- | --------------------------------------------------------------------------- | --------------------------------------------- |
| Úc ‡          | - Canberra (đại sứ quán) - Melbourne (Tổng lãnh sự) - Sydney (Tổng lãnh sự) | Reha Keskintepe S. Mehmet Apak Gülseren Çelik |
| New Zealand ‡ | - Wellington (đại sứ quán)                                                  | Damla Yeşim Say                               |

## Tổ chức quốc tế
| Tổ chức           | Phái bộ              | Người quản lý            |
| ----------------- | -------------------- | ------------------------ |
| Liên minh châu Âu | - Brussels           | İzzet Selim Yenel        |
| NATO              | - Brussels           | Mehmet Fatih Ceylan      |
| Trụ sở UN         | - Genève             | Mehmet Ferden Çarıkçı    |
| WTO               | - Genève             | Mehmet Haluk Ilıcak      |
| ICAO              | - Montreal           | Çağatay Erciyes          |
| Liên Hợp Quốc     | - Thành phố New York | Yaşar Halit Çevik        |
| OECD              | - Paris              | Mithat Rende             |
| UNESCO            | - Paris              | Hüseyin Avni Botsalı     |
| Ủy hội châu Âu    | - Strasbourg         | Erdoğan Şerif İşcan      |
| OSCE              | - Viên               | Tacan İldem              |
| Trụ sở UN         | - Viên               | Emine Birnur Fertekligil |